# آمار و رکوردهای باشگاه فوتبال پرسپولیس
باشگاه فوتبال پرسپولیس در سال ۱۳۴۲، به‌دست علی عبده تأسیس شد.

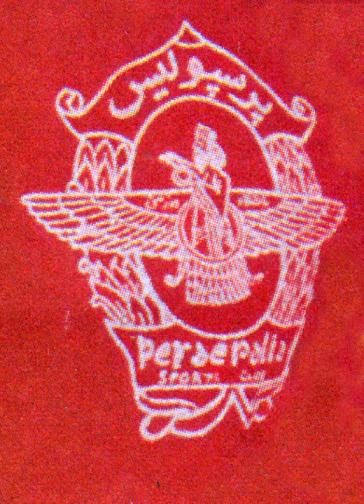
لوگوی نوستالژی باشگاه پرسپولیس

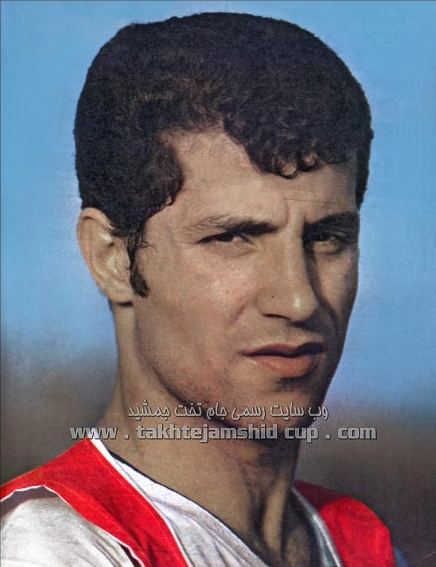
علی پروین رکورددار تعداد بازی در تاریخ باشگاه پرسپولیس.

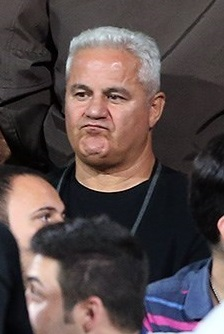
فرشاد پیوس برترین گلزن تاریخ پرسپولیس با ۱۵۳ گل زده.

باشگاه پرسپولیس پنج بار به‌صورت پیاپی (گلات) موفق به کسب مقام قهرمانی در لیگ برتر ایران شده و از این حیث رکورددار در ایران است. این تیم با کسب ۱۶ عنوان قهرمانی در لیگ‌های سراسری، پرافتخارترین تیم لیگ‌های سراسری ایران محسوب می‌شود. فدراسیون بین‌المللی تاریخ و آمار فوتبال رنکینگ باشگاه‌های فوتبال در جهان را طی بازه زمانی ۱۰ آذر ۱۴۰۱ تا تاریخ ۹ آذر ۱۴۰۲ (یک دسامبر ۲۰۲۲ تا ۳۰ نوامبر ۲۰۲۳) را اعلام کرد که براساس این رنکینگ تیم فوتبال پرسپولیس با قرار گرفتن در جایگاه ۱۹۵ دنیا بهترین عملکرد را در بین سایر تیم‌های ایرانی داشته است. براساس نگاه کارشناسان شبکه GDC کشور اسپانیا باشگاه پرسپولیس در جایگاه ۱۰۰ تیم برتر تاریخ فوتبال جهان جای گرفت. تیم پرسپولیس نخستین نمایندهٔ باشگاهی فوتبال ایران بوده که در تورنمنت‌های مختلف آسیایی (مسابقات باشگاهی قهرمانی آسیا ۱۹۶۹) حضور داشته است. همچنین پرسپولیس با ۹ قهرمانی بیشترین تعداد قهرمانی را در لیگ برتر خلیج فارس دارد. باشگاه پرسپولیس با کسب ۷ عنوان قهرمانی و ۲ عنوان نایب قهرمانی جزو تیم‌های پرافتخار در جام حذفی فوتبال ایران به‌شمار می‌آید. باشگاه پرسپولیس نخستین تیم در فوتبال ایران بوده که دو بار در دهه‌های ۹۰ و ۱۴۰۰ به‌طور همزمان در یک فصل موفق به کسب سه‌گانه در فوتبال ایران یعنی قهرمانی همزمان لیگ ایران، جام حذفی ایران و سوپر جام ایران در یک فصل شده و از این حیث رکورددار در فوتبال ایران است. تیم پرسپولیس ۹ بار در مرحلهٔ نیمه‌نهایی تورنمنت‌های آسیایی (۳ بار لیگ قهرمانان آسیا، ۲ بار جام درجام آسیا، ۴ بار جام باشگاه‌های آسیا) حضور داشته است؛ باشگاه پرسپولیس بیست و یک بار در تورنمنت‌های مختلف آسیایی (یازده فصل لیگ قهرمانان آسیا، یک فصل لیگ نخبگان آسیا، پنج فصل جام باشگاه‌های آسیا، یک فصل مسابقات باشگاهی قهرمانی آسیا، سه فصل جام برندگان جام آسیا) حضور داشته است. همچنین پرسپولیس، با ۴ بار حضور در فینال آسیا (۲ بار لیگ قهرمانان و ۲ بار جام در جام) از تیم‌های پر افتخار ایران در آسیا است.تیم پرسپولیس با ۵۰۰ برد دارای بیشترین تعداد برد در لیگ‌های سراسری ایران می‌باشد. تیم فوتبال پرسپولیس در میان تیم‌های باشگاهی فوتبال ایران با ۱۶ عنوان قهرمانی در لیگ‌های سراسری و داشتن یک ستاره از این حیث و ۷ عنوان قهرمانی در جام حذفی، ۵ عنوان قهرمانی در سوپر جام و ۱ عنوان قهرمانی در جام برندگان جام آسیا و در مجموع با داشتن ۲۹ عنوان رسمی، پر افتخارترین باشگاه تاریخ فوتبال ایران است. تیم پرسپولیس موفق به کسب چهار قهرمانی متوالی (پوکر) در سوپرجام شده است. باشگاه پرسپولیس دارای سریع‌ترین قهرمانی (۴هفته زودتر) قبل از پایان مسابقات در لیگ‌های سراسری و همچنین دارای بیشترین تعداد برد (۲۱) در تاریخ لیگ برتر خلیج فارس است و نخستین تیم در ایران است که موفق شده با کسب فاصله اختلاف دورقمی یعنی ۱۴ امتیاز در لیگ‌های سراسری به مقام قهرمانی برسد.
باشگاه پرسپولیس با ثبت ۳۰۹ کلین شیت از ۷۳۲ بازی در پایان ۲۴ دوره لیگ برتر دارای بیشترین تعداد کلین شیت است. این تیم با ۷ بار حضور در مرحله نیمه نهایی (۳ بار لیگ قهرمانان آسیا، ۴ بار جام باشگاه‌های آسیا) از باشگاه‌های پرسابقه ایران در آسیا است.باشگاه پرسپولیس نه بار در فینال جام حذفی حضور داشته است. جایگاه پرسپولیس در میان باشگاه‌های جهان و آسیا در رده‌بندی اعلام شده از سوی فیفا در سال ۲۰۲۱ رتبه ۸۲ در دنیا و ۲ آسیا می‌باشد.باشگاه پرسپولیس توانسته در ۷۳۲ مسابقه در ۲۴ دورهٔ لیگ برتر ایران، موفق به ثبت ۳۷۰ برد، ۲۲۲ تساوی، ۱۴۰ شکست، ۱۰۴۶ گل زده، ۶۳۷ گل خورده و کسب بیش از ۱۳۳۲ امتیاز در فوتبال ایران شده است. باشگاه پرسپولیس با ثبت ۳۷۰ برد و ۱۳۳۲ امتیاز رکورد دار بیشترین تعداد برد و تعداد امتیاز در ۲۴ دوره لیگ برتر ایران می‌باشد. باشگاه پرسپولیس در تاریخ شهرآورد تهران با (۲۹) برد در مسابقات رسمی دارای بیشترین پیروزی بوده و از این حیث رکورددار می‌باشد. باشگاه پرسپولیس با شکست نخوردن در بیست و یک بازی خانگی و هم چنین شکست نخوردن در ۴۹۱ تعداد روز از این حیث رکورددار در فوتبال ایران است. تیم پرسپولیس نخستین تیم ایرانی بوده که در دور رفت مرحله گروهی در فرمت لیگ قهرمانان آسیا ۲۰۲۱ تمام امتیازات دور رفت مرحله گروهی (۹ امتیاز) را به دست آورده و از این حیث بین تیم‌های ایرانی در فرمت لیگ قهرمانان آسیا رکورد دار است. باشگاه پرسپولیس با کسب (۱۵ امتیاز) در مرحله گروهی در فرمت لیگ قهرمانان آسیا در سال ۲۰۲۱ بیشترین تعداد امتیاز خود را در مرحله گروهی در فرمت لیگ قهرمانان آسیا از ابتدا تاکنون به دست آورده است. بهترین خط حمله تاریخ باشگاه پرسپولیس در مرحله گروهی لیگ قهرمانان آسیا با (۱۴ گل زده) در لیگ قهرمانان آسیا ۲۰۲۱ است. باشگاه پرسپولیس دارای رکورد شکست ناپذیری در ۳۰ بازی خانگی در ورزشگاه آزادی تهران (۵۰۰ روز) است. تیم پرسپولیس هفت بار در فینال سوپر جام ایران حضور داشته است. تیم پرسپولیس نخستین باشگاه در لیگ فوتبال ایران بوده که موفق به کسب دبل و هت ریک و پوکر و گلات و دبل حذفی و دبل لیگ و حذفی و دبل لیگ و سوپر جام شده و از این جهت رکورددار در فوتبال ایران می‌باشد.باشگاه پرسپولیس در فصل ۰۳–۱۴۰۲ به سومین تیم لیگ برتر تبدیل شد که تعداد گل‌هایش در تاریخ لیگ به عدد هزار گل می‌رسد. پرسپولیس در بیست و سومین دوره لیگ برتر (۰۳–۱۴۰۲) با کسب ۶۸ امتیاز بیشترین تعداد امتیاز خود را در لیگ فوتبال ایران به‌دست‌آورد. تیم فوتبال پرسپولیس پس از قهرمانی در فصل ۹۶–۱۳۹۵ جام خلیج فارس به درخواست هواداران و به سبک معتبرترین باشگاه‌های اروپایی و به تبعیت از باشگاه‌های ایتالیایی مثل باشگاه‌های (یوونتوس، آ.ث. میلان، اینتر میلان) ۱ ستاره به پاس ۱۰ قهرمانی در لیگ فوتبال ایران بالای نشان واره باشگاه درج گردید. باشگاه پرسپولیس نخستین باشگاه یک ستاره در ایران بوده که از فرمول ستاره گذاری براساس قهرمانی در لیگ‌های داخلی استفاده کرده کاست.

## افتخارات
نخستین تلاش‌ها برای برگزاری لیگ سراسری فوتبال در ایران از پایان دههٔ ۱۳۴۰ آغاز شد.مهم‌ترین قهرمانی‌ها و جام‌ها و افتخارات باشگاه پرسپولیس از ابتدای تاریخ خود شانزده قهرمانی و ده نایب قهرمانی لیگ‌های سراسری، هفت قهرمانی و دو نایب قهرمانی جام حذفی، پنج قهرمانی و دو نایب قهرمانی سوپرجام، شش قهرمانی و چهار نایب قهرمانی جام باشگاه‌های تهران، دو قهرمانی و دو نایب قهرمانی جام حذفی تهران، یک قهرمانی جام اسپندی، یک قهرمانی مسابقات انتخابی آسیا، یک قهرمانی و یک نایب قهرمانی جام برندگان جام آسیا، دو نایب قهرمانی لیگ قهرمانان آسیا و یک بار حضور در نیمه نهایی لیگ قهرمانان و نیز سه مقام سومی و یک مقام چهارمی جام باشگاه‌های آسیا، است. باشگاه پرسپولیس با کسب شانزده قهرمانی در ادوار لیگ رکورددار بیشترین تعداد قهرمانی در لیگ‌های سراسری ایران است. تیم پرسپولیس با کسب پنج قهرمانی متوالی (گلات) رکورددار قهرمانی متوالی در لیگ‌های سراسری ایران است.همچنین باشگاه پرسپولیس با کسب پنج قهرمانی رکورددار بیشترین تعداد قهرمانی در سوپر جام ایران است. باشگاه پرسپولیس در جام حذفی ایران نیز با هفت قهرمانی جز پرافتخارترین تیم‌های این رقابت هاست. در رقابت‌های جام برندگان جام آسیا نیز باشگاه پرسپولیس با کسب یک عنوان قهرمانی و یک نایب قهرمانی، پرافتخارترین تیم ایرانی و سومین تیم پر افتخار در این مسابقات است. تیم فوتبال پرسپولیس که در سال ۱۳۴۲ تأسیس شده با کسب ۳۹ جام رسمی و ۲۸ جام کشوری از ابتدای تأسیس خود پر افتخارترین باشگاه تاریخ فوتبال ایران محسوب می‌شود. و این باشگاه از ابتدا تاکنون، تنها تیمی‌ست که همواره در بالاترین سطح لیگ سراسری فوتبال در ایران که به ترتیب با نام‌های لیگ منطقه‌ای، لیگ تخت‌جمشید، لیگ قدس، لیگ آزادگان و لیگ برتر (جام خلیج فارس) برگزار گردیده است حضور داشته است.

### چهارمین تیم برتر آسیا در قرن بیستم
- فدراسیون بین‌المللی تاریخ و آمار فوتبال باشگاه فوتبال پرسپولیس را چهارمین تیم برتر قاره آسیا در قرن بیستم میلادی اعلام کرد.[۷]

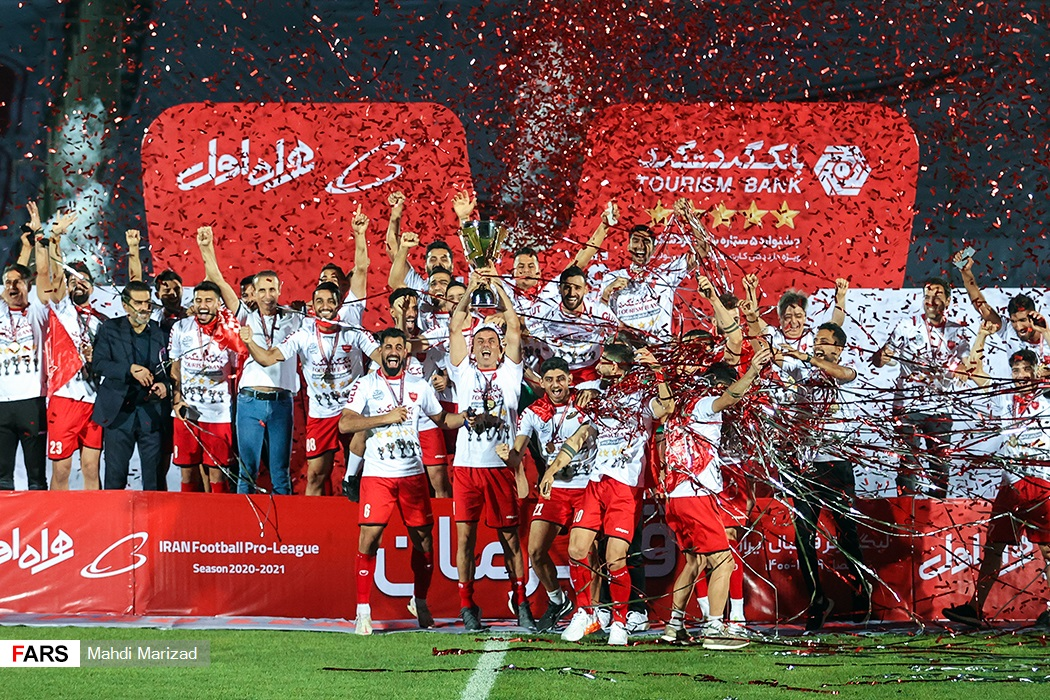
پرسپولیس قهرمان لیگ برتر ۱۴۰۰–۱۳۹۹

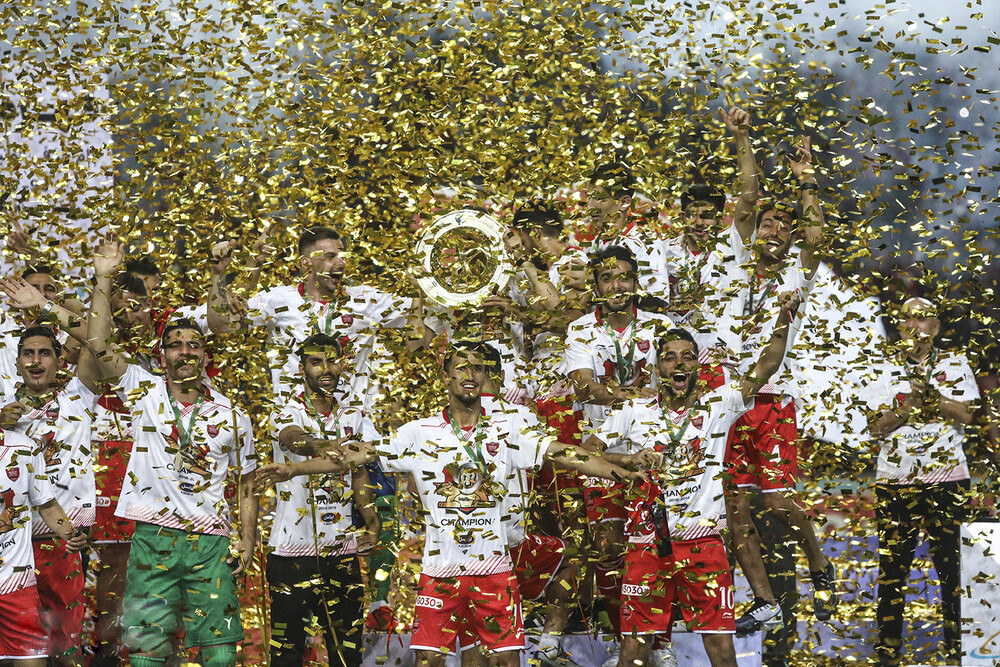
پرسپولیس قهرمان جام حذفی ۹۸–۱۳۹۷

| جام‌های رسمی پرسپولیس | جام‌های رسمی پرسپولیس  | جام‌های رسمی پرسپولیس | جام‌های رسمی پرسپولیس | جام‌های رسمی پرسپولیس | جام‌های رسمی پرسپولیس | جام‌های رسمی پرسپولیس                                                      |
| نوع                  | رقابت‌ها               | رقابت‌ها              | قهرمانی              | فصل‌ها | نایب‌قهرمانی          | فصل‌ها                                                                     |
| -------------------- | --------------------- | -------------------- | -------------------- | --- | -------------------- | ------------------------------------------------------------------------- |
| داخلی                | کشوری                 | لیگ‌های فوتبال ایران  | ۱۶                   | ۱۳۵۰، ۱۳۵۲، ۱۳۵۴، ۱۳۷۴، ۷۶–۱۳۷۵، ۷۸–۱۳۷۷، ۷۹–۱۳۷۸، ۸۱–۱۳۸۰، ۸۷–۱۳۸۶، ۹۶–۱۳۹۵، ۹۷–۱۳۹۶، ۹۸–۱۳۹۷، ۹۹–۱۳۹۸، ۱۴۰۰–۱۳۹۹، ۰۲–۱۴۰۱، ۰۳–۱۴۰۲ | ۱۰                   | ۱۳۵۳، ۱۳۵۵، ۱۳۵۶، ۶۹–۱۳۶۸، ۱۳۷۱، ۱۳۷۲، ۸۰–۱۳۷۹، ۹۳–۱۳۹۲، ۹۵–۱۳۹۴، ۰۱–۱۴۰۰ |
| داخلی                | کشوری                 | جام حذفی ایران       | ۷                    | ۱۳۶۶، ۷۱–۱۳۷۰، ۷۸–۱۳۷۷، ۸۹–۱۳۸۸، ۹۰–۱۳۸۹، ۹۸–۱۳۹۷، ۰۲–۱۴۰۱                                                                           | ۲                    | ۸۵–۱۳۸۴، ۹۲–۱۳۹۱                                                          |
| داخلی                | کشوری                 | سوپر جام ایران       | ۵                    | ۱۳۹۶، ۱۳۹۷، ۱۳۹۸، ۱۳۹۹، ۱۴۰۲ | **۲                  | ۱۴۰۰، ۱۴۰۳                                                                |
| داخلی                | استانی (بالاترین سطح) | جام باشگاه‌های تهران  | ۵                    | ۱۳۶۱، ۱۳۶۵، ۱۳۶۶، ۱۳۶۷، ۱۳۶۸ | ۴                    | ۵۰–۱۳۴۹، ۱۳۶۰، ۱۳۶۲، ۱۳۷۰                                                 |
| داخلی                | استانی (بالاترین سطح) | جام حذفی تهران       | ۲                    | ۱۳۶۱، ۱۳۶۶ | ۲                    | ۱۳۴۷، ۱۳۶۰                                                                |
| داخلی                | استانی (بالاترین سطح) | جام شهید اسپندی      | ۱                    | ۱۳۵۸ | ۰                    |                                                                           |
| داخلی                | استانی (بالاترین سطح) | مسابقات انتخابی آسیا | ۱                    | ۱۳۴۷ | ۰                    |                                                                           |
| قاره‌ای               | قاره‌ای                | جام برندگان جام آسیا | **۱                  | ۹۱–۱۹۹۰ | **۱                  | ۹۳–۱۹۹۲                                                                   |
| قاره‌ای               | قاره‌ای                | لیگ قهرمانان آسیا    | ۰                    | — | **۲                  | ۲۰۱۸، ۲۰۲۰                                                                |
| مجموع                | مجموع                 | مجموع                | ۲۳ نایب‌قهرمانی       | ۲۳ نایب‌قهرمانی |                      |                                                                           |

- رکورد
- * رکورد مشترک
- ** رکورد ایران
- رکورد
- * رکورد مشترک
- ** رکورد ایران

### نمای کلی
| لیگ قهرمانان آسیا                    | ۰  | ۲  |
| جام برندگان جام آسیا                 | ۱  | ۱  |
| مسابقات انتخابی باشگاهی قهرمانی آسیا | ۱  | ۰  |
| لیگ‌های فوتبال ایران                  | ۱۶ | ۱۰ |
| جام حذفی ایران                       | ۷  | ۲  |
| سوپر جام ایران                       | ۵  | ۲  |
| جام باشگاه‌های تهران                  | ۵  | ۴  |
| جام حذفی تهران                       | ۲  | ۲  |
| جام شهید اسپندی                      | ۱  | ۰  |
| مجموع                                |    |    |

## آمار باشگاه در ایران
سرخپوشان ایران در فصل ۰۴–۱۴۰۳ ۴۲ دوره است که در بالاترین سطح رقابت‌های سراسری فوتبال حضور پیدا می‌کنند. پس از آن‌ها استقلال است که فقط یک دوره را به دلیل حضور در دسته سوم رقابت‌ها از دست داد.
در این میان، یک دوره بازی‌ها به سال ۱۳۵۷، به دلیل وقوع انقلاب، مسابقات نیمه کاره ماند و در سال ۱۳۷۶ نیز پرسپولیس به دلیل تعداد زیاد ملی پوشان و اردوهای بلند مدت تیم ملی، پذیرفت به خاطر تیم ملی و این که خللی در لیگ ایجاد نشود، از مسابقات کنار برود و در واقع فداکاری کرد.
پرسپولیس با احتساب تمام این ادوار و بازی‌ها تاکنون، ۱۱۳۸ مسابقه را در ۴۲ دوره قبلی پشت سر گذاشته است که حاصل آن ۵۹۱ پیروزی، ۳۵۷ مساوی و ۱۹۰ شکست بوده است.
بازیکنان پرسپولیس تا کنون ۱۷۲۳ گل به ثمر رسانده‌اند و عملکرد آن‌ها کسب یک هزار و ۹۸۸ امتیاز بر مبنای سه امتیاز برای هر پیروزی بوده است. البته این جدای از آن امتیازاتی است که این و آن کم کردند و به عملکرد آماری تیم مربوط نمی‌شود.
پرسپولیس در این ۴۲ دوره از رقابت‌ها از جهت ادوار حضور، تعداد مسابقات، کثرت پیروزی، تعداد گل‌های زده، تعداد عنوان‌ها قهرمانی، تفاضل گل، قهرمانی‌های پیاپی، میزان امتیازات و بسیاری موارد دیگر، سرآمد تمام تیم‌های تاریخ فوتبال ایران و صاحب رکورد است.
پرسپولیس به عنوان پرافتخارترین و عنوان دارترین تیم ۲۴ دوره گذشته لیگ برتر فوتبال ایران، تاکنون در ۷۳۲ رقابت به میدان رفته است که در جریان آن موفق به تصاحب یک هزار و ۳۳۲ امتیاز و ۹ عنوان قهرمانی شده است.

## آمار باشگاه در آسیا
باشگاه پرسپولیس با کسب دو عنوان نایب قهرمانی لیگ قهرمانان آسیا و سه عنوان سومی جام باشگاه‌های آسیا و در مجموع با نه بار حضور در نیمه نهایی (سه بار لیگ قهرمانان آسیا، چهار بار جام باشگاه‌های آسیا، دو بار جام برندگان جام آسیا) از باشگاه‌های پرافتخار ایران در آسیا است.باشگاه پرسپولیس با دو بار حضور در فینال و یک بار حضور در نیمه نهایی موفق‌ترین تیم ایرانی در فرمت لیگ قهرمانان آسیا است. پرسپولیس با کسب یک عنوان قهرمانی و یک عنوان نایب قهرمانی جام برندگان جام آسیا پر افتخارترین تیم ایرانی و همچنین سومین تیم پر افتخار در تورنمنت جام برندگان جام آسیا محسوب می‌شود.
باشگاه پرسپولیس چهار بار در فینال‌های تورنمنت‌های مختلف آسیایی (دو فینال لیگ قهرمانان آسیا، دو فینال جام برندگان جام آسیا) حضور داشته است.
در تاریخ مسابقات باشگاهی در سطح اول فوتبال آسیا، ۱۲ دوره مسابقات جام در جام آسیا، ۲۱ دوره مسابقات جام باشگاه‌های آسیا و ۲۱ دوره مسابقات لیگ قهرمانان آسیا برگزار شده که پرسپولیس با ۹ بار حضور در جمع ۴ تیم برتر فوتبال آسیا از این حیث همراه با رقیب سنتی خود استقلال، دومین تیم رکورددار در فوتبال آسیا است. پرسپولیس در سال‌های ۱۹۹۱ و ۱۹۹۳ در نیمه‌نهایی جام در جام آسیا، در سال‌های ۱۹۹۷، ۱۹۹۸، ۲۰۰۰ و ۲۰۰۱ در نیمه‌نهایی جام باشگاه‌های آسیا و در سال‌های ۲۰۱۷، ۲۰۱۸ و ۲۰۲۰ در نیمه‌نهایی لیگ قهرمانان آسیا حضور داشته و با ۱ قهرمانی و ۱ نایب قهرمانی در جام در جام آسیا، ۳ مقام سومی و ۱ مقام چهارمی در جام باشگاه‌های آسیا و ۲ نایب قهرمانی و ۱ سومی در لیگ قهرمانان آسیا جز باسابقه‌ترین تیم‌ها در تاریخ فوتبال آسیا است.

### عملکرد پرسپولیس در تاریخ مسابقات باشگاهی فوتبال آسیا
- به‌روز رسانی: ۲۹ بهمن ۱۴۰۳

جدول عملکرد کلی پرسپولیس در آسیا
| نام مسابقات        | تعداد حضور | نیمه‌نهایی | سومی | نایب قهرمانی | قهرمانی |
| ------------------ | ---------- | --------- | ---- | ------------ | ------- |
| جام باشگاه‌های آسیا | ۶          | ۴         | ۳    | ۰            | ۰       |
| جام در جام آسیا    | ۳          | ۲         | ۰    | ۱            | ۱       |
| لیگ قهرمانان آسیا  | ۱۱         | ۳         | ۱    | ۲            | ۰       |
| لیگ نخبگان آسیا    | ۱          | ۰         | ۰    | ۰            | ۰       |

جدول آماری عملکرد پرسپولیس در آسیا
| نام مسابقات              | تعداد حضور | بازی   | برد    | مساوی | باخت | گل‌زده    | گل‌خورده | درصد برد   |
| ------------------------ | ---------- | ------ | ------ | ----- | ---- | -------- | ------- | ---------- |
| پلی‌آف جام باشگاه‌های آسیا | ۴          | ۱۲     | ۷      | ۴     | ۱    | ۲۴       | ۸       | ۵۸٫۳       |
| جام باشگاه‌های آسیا       | ۶          | ۲۶     | ۱۲     | ۶     | ۸    | ۳۷       | ۲۶      | ۴۶٫۲       |
| جام در جام آسیا          | ۳          | ۱۸     | ۸      | ۷     | ۳    | ۲۷       | ۱۱      | ۴۴٫۴       |
| لیگ قهرمانان آسیا        | ۱۱         | ۸۵(۸۴) | ۳۹(۳۸) | ۱۹    | ۲۷   | ۱۱۴(۱۱۱) | ۹۴(۹۳)  | ۴۵٫۹(۴۵٫۲) |
| لیگ نخبگان آسیا          | ۱          | ۸      | ۱      | ۴     | ۳    | ۶        | ۱۰      | ۱۶٫۶       |

- پ‌ن: در لیگ قهرمانان آسیا ۲۰۰۹ پرسپولیس در اولین بازی مرحلهٔ گروهی با نتیجهٔ ۳–۱ و با گل‌های علی کریمی، علیرضا نیکبخت واحدی و هادی نوروزی الشارجهٔ امارات را برد که بعداً AFC به دلیل انصراف الشارجه از مسابقات، نتایج این تیم را حذف کرد

### رکوردداران حضور در جمع ۴ تیم برتر فوتبال باشگاهی آسیا (جام در جام، جام باشگاه‌ها و لیگ قهرمانان آسیا)
تا تاریخ ۱۱ اردیبهشت ۱۴۰۴
| #  | نام تیم                  | تعداد نیمه‌نهایی | تعداد فینال | تعداد قهرمانی | سال‌های حضور در نیمه‌نهایی                                                                                            |
| -- | ------------------------ | --------------- | ----------- | ------------- | --- |
| ۱  | الهلال عربستان           | ۱۷              | ۱۰          | ۶             | ۱۹۸۶ - ۱۹۸۷ - ۱۹۹۱ - ۱۹۹۲ - ۱۹۹۷ - ۱۹۹۸ - ۲۰۰۰ - ۲۰۰۲ - ۲۰۱۰ - ۲۰۱۴ - ۲۰۱۵ - ۲۰۱۷ - ۲۰۱۹ - ۲۰۲۱ - ۲۰۲۲ - ۲۰۲۴- ۲۰۲۵ |
| ۲  | استقلال ایران            | ۹               | ۴           | ۲             | ۱۹۷۰ - ۱۹۷۱ - ۱۹۹۱ - ۱۹۹۲ - ۱۹۹۷ - ۱۹۹۹ - ۲۰۰۱ - ۲۰۰۲ - ۲۰۱۳                                                        |
| ۳  | پرسپولیس ایران           | ۹               | ۴           | ۱             | ۱۹۹۱ - ۱۹۹۳ - ۱۹۹۷ - ۱۹۹۸ - ۲۰۰۰ - ۲۰۰۱ - ۲۰۱۷ - ۲۰۱۸ - ۲۰۲۰                                                        |
| ۴  | الاتحاد عربستان          | ۸               | ۴           | ۳             | ۱۹۹۳ - ۱۹۹۵ - ۱۹۹۹ - ۲۰۰۴ - ۲۰۰۵ - ۲۰۰۹ - ۲۰۱۱ - ۲۰۱۲                                                               |
| ۵  | سئونگنام ایلهوا کره‌جنوبی | ۶               | ۴           | ۲             | ۱۹۹۵ - ۱۹۹۶ - ۱۹۹۷ - ۲۰۰۴ - ۲۰۰۷ - ۲۰۱۰                                                                             |
| ۶  | چونبوک موتورز کره‌جنوبی   | ۶               | ۴           | ۲             | ۲۰۰۲ - ۲۰۰۴ - ۲۰۰۶ - ۲۰۱۱ - ۲۰۱۶ - ۲۰۲۲                                                                             |
| ۷  | سوون سامسونگ کره‌جنوبی    | ۶               | ۳           | ۲             | ۱۹۹۸ - ۲۰۰۰ - ۲۰۰۱ - ۲۰۰۲ - ۲۰۱۱ - ۲۰۱۸                                                                             |
| ۸  | اولسان هیوندای کره‌جنوبی  | ۶               | ۲           | ۲             | ۱۹۹۷ - ۲۰۰۶ - ۲۰۱۲ - ۲۰۲۰ - ۲۰۲۱ - ۲۰۲۴                                                                             |
| ۹  | العین امارات             | ۶               | ۴           | ۲             | ۱۹۹۶ - ۲۰۰۳ - ۲۰۰۵ - ۲۰۱۴ - ۲۰۱۶ - ۲۰۲۴                                                                             |
| ۱۰ | اوراوا رد ژاپن           | ۵               | ۴           | ۳             | ۲۰۰۷ - ۲۰۰۸ - ۲۰۱۷ - ۲۰۱۹ - ۲۰۲۲                                                                                    |

## نخستین‌ها

### نخستین بازی رسمی
در تاریخ ۲۷ تیر ۱۳۴۷ نخستین بازی پرسپولیس در برابر راه‌آهن تهران برگزار شد.

### نخستین قهرمانی در لیگ سراسری ایران
- نخستین قهرمانی پرسپولیس مربوط به جام منطقه‌ای ۱۳۵۰ است.[۱۲]

### نخستین قهرمان لیگ تخت جمشید
قهرمان نخستین دوره جام تخت جمشید در سال ۱۳۵۲ پرسپولیس است.

### نخستین قهرمان لیگ برتر
قهرمان نخستین دوره لیگ برتر ایران (جام خلیج فارس) پرسپولیس است.

### نخستین گلزن پرسپولیس لیگ برتر
رضا جباری اولین گلزن پرسپولیس در لیگ برتر است. این گل در اولین بازی پرسپولیس در اولین دوره لیگ برتر به فولاد زده شد.

### نخستین مربی
- نخستین مربی باشگاه پرسپولیس تهران پرویز دهداری است که از ۱۶ فروردین ۱۳۴۷ تا سال ۳۱ مرداد ۱۳۴۸ سرمربی پرسپولیس بوده است.[۱۹][۲۰]

### نخستین مربی (ایرانی) قهرمان
- بیوک وطنخواه، سرمربی پرسپولیس در لیگ ۱۳۵۴ ٬نخستین مربی ایرانی بود که توانست تیمی را در لیگ ایران قهرمان کند.

### نخستین کاپیتان
- حمید جاسمیان نخستین کاپیتان پرسپولیس تهران است.[۲۱]

### نخستین مربی خارجی
- آلن راجرز از انگلستان نخستین مربی خارجی باشگاه پرسپولیس است. وی از ۴ آذر ۱۳۵۰ تا ۲۷ آذر ۱۳۵۳ به مدت ۳ سال مربی سرخ‌پوشان بود.[۲۲]

### نخستین کاپ رسمی
- پرسپولیس قهرمان لیگ ۱۳۵۲ اولین کاپ رسمی مسابقات را دریافت کرد که توسط یک طراح ایرانی ساخته شده بود؛ جامی مرکب از نمادهای تخت جمشید که نخستین جام رسمی لیگ ایران محسوب می‌شد.[۲۳]

### نخستین انتخاب بهترین‌های لیگ
- در سال ۱۳۵۱ مجله دنیای ورزش، بهترین‌های لیگ ۱۳۵۰ را انتخاب و در جشن بزرگی آن‌ها را معرفی کرد. علی پروین بهترین بازیکن، صفر ایرانپاک بهترین گلزن و همایون بهزادی محبوبترین بازیکن، شناخته شدند؛ همگی از پرسپولیس![۲۳]

### نخستین آقای گل پرسپولیس
- نخستین آقای گل پرسپولیس حسین کلانی در سال ۱۳۴۹ است.[۲۳]

### نخستین آقای گل لیگ سراسری ایران
- نخستین آقای گل لیگ فوتبال ایران حسین کلانی از پرسپولیس در سال ۱۳۴۹ است.[۲۳]

### نخستین هت‌تریک لیگ سراسری در ایران
- حسین کلانی مهاجم پرسپولیس در بازی مقابل تاج شیراز که سرخپوشان ۶–۰ بردند، ۴ گل به ثمر رساند و بدین ترتیب اولین هت‌تریک پرسپولیس و اولین هتریک لیگ ایران را در سال ۱۳۴۹ رقم زد.[۲۳]

### بازیکن باشگاه صد بازیکن برتر تاریخ فوتبال
- علی دایی از پرسپولیس تنها بازیکن آسیایی در بین ۱۰۰ بازیکن برتر تاریخ فوتبال به انتخاب مؤسسه آمار فوتبال بریتانیا گرفته است.[۷]

انجمن آمار فوتبال بریتانیا صد بازیکن برتر تاریخ فوتبال جهان را با توجه به معیارهای آماری از جمله بازی‌ها و گل‌های ملی و تعداد کاپیتانی معرفی کرد که نام علی دایی در این آمار به عنوان نفر ۲۶ به چشم می‌خورد. (این آمار مورد تأیید فیفا نیست).

### نخستین تیمی که توانست در لیگ ایران «دبل» کند
- پرسپولیس در سال‌های ۱۳۵۰ و ۱۳۵۲ توانست به صورت متوالی قهرمان لیگ سراسری ایران شود تا به این ترتیب به نخستین تیمی تبدیل شود که موفق شده است در لیگ به اصطلاح «دبل» کند.[۲]

### نخستین تیمی که توانست در لیگ برتر ایران چهار بار متوالی و همچنین پنج بار متوالی قهرمان شود
تیم فوتبال پرسپولیس توانست در سال‌های ۱۳۹۶، ۱۳۹۷، ۱۳۹۸ و ۱۳۹۹ قهرمان لیگ برتر ایران شود و به نخستین تیمی تبدیل شد که توانسته چهار بار متوالی قهرمان لیگ برتر شود و «پوکر» کند. این تیم همچنین در سال ۱۴۰۰ نیز قهرمان شد تا تبدیل به نخستین تیمی که پنج بار متوالی قهرمان لیگ برتر شده است نیز بشود و «گلات» کند.

## ترین‌های باشگاه پرسپولیس

### باسابقه‌ترین بازیکن
- علی پروین به عنوان باسابقه‌ترین بازیکن تاریخ پرسپولیس با ۳۴۱ بازی رسمی و غیررسمی (دوستانه) شناخته می‌شود. هم چنین امید عالیشاه با ۲۸۲ بازی رکورد دار بیشترین تعداد بازی رسمی برای باشگاه پرسپولیس می‌باشد.[۲۴]

### پرافتخارترین‌های پرسپولیس
- محمود خوردبین، سرپرست تیم پرسپولیس در سال ۱۳۸۶ به همراه پرسپولیس تهران جام قهرمانی هفتمین دوره لیگ برتر را بالای سر برد تا صاحب رکورد بیشترین قهرمانی با یک تیم شود.[۱۳]
- علی پروین با ۳ عنوان قهرمانی در لیگ و سه عنوان قهرمانی جام حذفی با عنوان مربی، و سه بار قهرمانی در لیگ را با عنوان بازیکن در کارنامه خود دارد که از این حیث بعد از محمود خردبین پرافتخارترین بازیکن-مربی تاریخ لیگ به حساب می‌آید.[۳]

### پرافتخارترین و مسن‌ترین گلزن و پاسور لیگ ایران و شهرآورد تهران و لیگ قهرمانان آسیا (پرسپولیس) و بیشترین تعداد بازی در لیگ قهرمانان آسیا
- سیدجلال حسینی با نه عنوان قهرمانی، پرافتخارترین بازیکن تاریخ لیگ ایران است؛ پنج قهرمانی با تیم پرسپولیس، سه قهرمانی با تیم سپاهان یک قهرمانی با سایپا.[۲۵] همچنین سید جلال حسینی با ۳۸ سال و ده ماه سن مسن‌ترین گلزن تاریخ باشگاه پرسپولیس در لیگ برتر ایران می‌باشد.[۲۶] سید جلال حسینی با ۶۱ بازی در میان بازیکنان ایرانی بیشترین تعداد بازی را در لیگ قهرمانان آسیا به نام خود ثبت کرده است. سید جلال حسینی با ۳۹ سال و ۲ ماه سن رکورد دار مسن‌ترین گلزن ایرانی باشگاه پرسپولیس در تاریخ لیگ قهرمانان آسیا می‌باشد.[۲۷] سید جلال حسینی با ۴۰ سال و ۴۲ روز سن مسن‌ترین بازیکن تاریخ شهرآورد تهران لقب گرفت.[۱۱] همچنین سید جلال حسینی با ۴۰ سال سن مسن‌ترین پاسور تاریخ باشگاه پرسپولیس در لیگ برتر است.[۲۵]

### برترین گل‌زنان باشگاه
- فرشاد پیوس برترین گلزن تاریخ پرسپولیس است از سال ۱۳۷۰ این رکورد را در اختیار دارد.

پیوس در ۲۱۲ بازی، موفق به زدن ۱۵۳ گل شد که میانگین وی ۰٫۷۲ گل در هر بازی است. فرشاد ۹ گل خود را از نقطه پنالتی به ثمر رساند و از سال ۶۵ تا ۷۶ بارها آقای گل مسابقات گوناگون شد.هم چنین فرشاد پیوس و علی علیپور بهترین گلزنان پرسپولیس در رقابت‌های آسیایی با زدن ۱۱ گل می‌باشند و علی علیپور بهترین گلزن پرسپولیس در مسابقات لیگ برتر با زدن ۶۸ گل می‌باشد. گئورگی گولسیانی بهترین گلزن خارجی تاریخ باشگاه پرسپولیس با زدن ۲۰ گل می‌باشد. و گادوین منشأ بهترین گلزن خارجی پرسپولیس در رقابت‌های آسیایی با زدن ۷ گل می‌باشد. مجتبی محرمی بهترین مدافع گلزن تاریخ باشگاه پرسپولیس در لیگ هآی سراسری با زدن ۴۱ گل است. همچنین علی انصاریان با زدن ۲۱ گل بهترین مدافع گلزن پرسپولیس در تاریخ لیگ برتر ایران بوده است.

### جوانترین مربی قهرمان
- بیوک وطنخواه٬سرمربی پرسپولیس در لیگ ۱۳۵۴ توانست در سن ۳۳ سالگی، این تیم را قهرمان کرد و عنوان جوانترین مربی قهرمان تاریخ لیگ ایران را به خود اختصاص دهد.[۱]

### جوانترین گلزنان شهرآورد تهران و فینال لیگ قهرمانان آسیا
- جوانترین گلزن شهرآورد تهران؛ حسن روشن است که در شهرآورد ۱۵، در ۴ خرداد ۱۳۵۳ دروازه پرسپولیس را گشود. وی در آن زمان ۱۸ سال و ۳۵۷ روز سن داشت. بعد از او علی علیپور از پرسپولیس با ۱۹ سال و ۱۸۵ روز سن با گلزنی در شهرآورد ۸۱ تهران، در ۲۵ اردیبهشت ۱۳۹۴ قرار دارد. همچنین مهدی مهدوی‌کیا بازیکن سابق تیم پرسپولیس و هامبورگ آلمان نیز که با ۱۹ سال و ۳۵۳ روز سن در شهرآورد ۴۴ تهران، در ۲۰ تیر ۱۳۷۶ موفق به گلزنی شده است، در رتبه بعدی قرار دارد.[۲۸] و مهدی عبدی نیز اولین بازیکنی بوده است که موفق شده با گلی که در ۲۹ آذر ۱۳۹۹ در فینال لیگ قهرمانان آسیا ۲۰۲۰ به ثمر برساند، با ۲۲ سال و ۲۰ روز سن جوان‌ترین گلزن تاریخ باشگاه پرسپولیس در فینال لیگ قهرمانان آسیا باشد.[۲۹]

### بازیکن تیم منتخب جهان
علی دایی بارها در تیم منتخب جهان هم به‌عنوان بازیکن ثابت و هم به عنوان بازیکن جانشین بازی کرده است.

### بیشترین گل ملی
- علی دایی که سابقه پوشیدن پیراهن پرسپولیس را داراست، بعد از کریستیانو رونالدو از پرتغال و مسی آرژانتینی، دارای بیشترین گل ملی در جهان است.[۳۰]

### برترین گلزن ملی
- علی دایی دارای رکورد بیشترین گل زده در تاریخ رقابت‌های جام ملت‌های آسیا با ۱۴ گل زده و تاریخ بازی‌های ملی جهان با ۱۰۸ گل زده است.[۳۰]

### دعوت زودهنگام به تیم ملی
- علی کریمی تنها بازیکن تاریخ فوتبال ایران به‌شمار می‌رود؛ که با انجام ۴ بازی باشگاهی به تیم ملی دعوت شده است[۳۱]

کریمی در چهارمین هفته از لیگ آزادگان ایران، در تاریخ ۱۰ مهر ۱۳۷۷ تک گل پرسپولیس را در مقابل سایپا به ثمر رساند و یک روز بعد از سوی منصور پورحیدری به تیم تیم ملی فوتبال ایران دعوت شد.

### بیشترین دقایق حضور
در جریان مسابقات مرحله مقدماتی جام جهانی فوتبال ۲۰۱۴ (آسیا) سیدجلال حسینی از پرسپولیس بیشترین دقایق حضور در ترکیب تیم ملی فوتبال ایران را با ۱۴۴۰ دقیقه حضور تجربه کرد وی هر ۱۶ مسابقه را به صورت کامل به میدان رفت.

### اولین برد تیم اروپایی
- اولین برد تاریخ فوتبال ایران در خاک یک کشور اروپایی با هت تریک کریمی در مقابل اسلواکی به‌دست آمده است.[۳۱]

تیم ملی فوتبال ایران برای آماده‌سازی بیشتر در مرحله آخر مقدماتی جام جهانی ۲۰۰۲ در منطقه آسیا به رهبری میروسلاو بلاژویچ در اروپا اردو زد و طبق برنامه در یک بازی تدارکاتی مقابل اسلواکی در براتیسلاوا به میدان رفت. علی کریمی در این دیدار هت‌تریک کرد و یک پاس گل داد تا تیم ملی ایران اولین برد خود مقابل یک تیم ملی اروپایی در خاک آن کشور را کسب کند. (اسلواکی ۳ - ایران ۴)

### پرافتخارترین تیم لیگ و سوپر جام
- تیم فوتبال پرسپولیس در میان تیم‌های باشگاهی ایران با کسب ۱۶ عنوان قهرمانی پرافتخارترین تیم لیگ ایران از نظر قهرمانی در لیگ می‌باشد.[۱۵] و پرسپولیس هم چنین با کسب ۵ عنوان قهرمانی پرافتخارترین تیم در سوپرجام ایران است.[۵][۱۷]

### پرافتخارترین تیم ایرانی در فرمت جدید لیگ قهرمانان آسیا و جام برندگان جام آسیا
- پرسپولیس با سه بار حضور در نیمه‌نهایی و دو نایب قهرمانی، پرافتخارترین تیم فرمت جدید لیگ قهرمانان آسیا (از سال ۲۰۰۲ تا کنون) است.[۱۸]و همچنین پرسپولیس با کسب یک قهرمانی و یک نایب قهرمانی پرافتخارترین تیم ایرانی و سومین تیم پرافتخار در مسابقات جام برندگان جام آسیا محسوب می‌شود.[۱۸]

### بیشترین حضور در شهرآورد تهران
- رکورد بیشترین حضور در شهرآورد تهران متعلق به علی پروین است.[۱۴] علی پروین تا قبل از داربی ۶۶، در ۶۶درصد دوئل‌های سرخابی‌ها حاضر بوده است! او با ۴۳ حضور در شهرآورد تهران، در شرایطی رکورددار است که از این تعداد ۲۳عنوان در کسوت مربیگری و ۲۰ عنوان در کسوت بازیکنی بوده است.[۲۹]همچنین افشین پیروانی و امید عالیشاه از پرسپولیس به ترتیب با ۱۸و ۱۷ بار حضور در کسوت بازیکنی بیشترین تعداد بازی را در شهرآورد تهران بعداز علی پروین برای پرسپولیس انجام دادند.[۲۹]

### جوانترین بازیکن تاریخ شهرآورد تهران
- رکورد جوانترین بازیکن تاریخ شهرآورد تهران که سالها در دست حسن روشن بود در دربی ۸۸ توسط الهیار صیادمنش که در آن زمان ۱۷ سال و ۲ ماه و ۲۸ روز سن داشت شکسته شد اما بعد از این دو مهدی مهدوی‌کیا قرار دارد که با ۱۹سال و ۳۵۶روز در شهرآورد ۴۳ تهران، در ۲۰ تیر ۱۳۷۶ به میدان رفت کم سن و سال‌ترین بازیکن دربی است.[۲۹]

### سریع‌ترین گل تاریخ لیگ‌برتر
- غلامرضا رضایی بازیکن تیم فوتبال پرسپولیس تهران با زدن گل در ثانیه ۱۱ دیدار با فجر سپاسی شیراز در ۱۰ دی ۱۳۹۱ عنوان زننده سریع‌ترین گل تاریخ لیگ برتر فوتبال ایران را به دست آورد و هم چنین علی علیپور بازیکن تیم پرسپولیس موفق شده در دیدار پرسپولیس باماشین سازی در ثانیه ۲۹ بازی موفق به گلزنی برای پرسپولیس در لیگ برتر شده است. هم چنین گادوین منشأ بازیکن سابق باشگاه پرسپولیس که در لیگ بیست و دوم عضو باشگاه مس رفسنجان بوده در ثانیه ۸ بازی موفق به گلزنی به تیم فوتبال ملوان بندر انزلی شده است.[۳۳][۳۴]

### بهترین بازیکن سال آسیا در سال ۲۰۱۲
- علی کریمی بازیکن وقت پرسپولیس از سوی فدراسیون فوتبال آسیا به عنوان دومین بازیکن سال آسیا شناخته شد.[۳۵]

### گلزن‌ترین مدافعان پرسپولیس در تاریخ لیگ فوتبال ایران
مجتبی محرمی با چهل و یک گل زده، گلزن‌ترین مدافع پرسپولیس در تاریخ لیگ فوتبال ایران است. بعد از او علی انصاریان با بیست و چهار گل در رتبه دوم و مهدی هاشمی نسب با بیست و یک گل در رتبه سوم و بهروز رهبری فرد با بیست گل و گئورگی گولسیانی با بیست گل و مهرداد میناوند و افشین پیروانی هرکدام با سیزده گل و سپهر حیدری و شجاع خلیل‌زاده و سید جلال حسینی و محمد حسین کنعانی زادگان هرکدام با دوازده گل در رتبه‌های بعدی قرار دارند.

## لژیونر

### بیش لژیونر
- تیم فوتبال پرسپولیس تا به امروز دارای بیشترین لژیونر در بین تیم‌های ایرانی‌ست.[۳۷]

### بهترین بازیکنان سال آسیا
- تاکنون خداداد عزیزی، علی دایی، مهدی مهدوی‌کیا، علی کریمی و عبدالکریم حسن موفق به دریافت جایزه بهترین بازیکن آسیا شده‌اند که همگی سابقه بازی در پرسپولیس تهران را دارند.[۳۵]

### اولین آسیایی در فینال لیگ قهرمانان اروپا
- علی دایی اولین آسیایی حاضر در فینال لیگ قهرمانان اروپاست. (هرچند در این دیدار فرصت حضور در میدان را پیدا نکرد و نیمکت‌نشین بود[۳۸]). وی همچنین اولین ایرانی قهرمان بوندس‌لیگا می‌باشد.
- علی کریمی اولین و تنها لژیونر تاریخ فوتبال ایران به‌شمار می‌رود؛ که در اولین حضور در لیگ معتبر اروپایی (بوندسلیگا) شماره خود (۸) را پوشیده است.[۳۱]

مهدی مهدوی کیا شماره ۳۳ بوخوم، ۱۵ و ۷ هامبورگ، وحید هاشمیان شماره ۲۳ و ۱۶ هامبورگ، علی دایی شماره ۹ آرمینیا بیله‌فلد و هرتابرلین و ۲۴ بایرن مونیخ، علی کریمی در دو فصل حضور در بایرن مونیخ با پیراهن همیشگی شماره ۸ خود در ۴۲ بازی رسمی در مسابقات مختلف برای این تیم به میدان رفت.
. مهرداد میناوند با تیم اشتروم گراتس اتریش بیشترین حضور در لیگ قهرمانان اروپا را داشت.
سه بازیکن سابق پرسپولیس که در نیمه نهایی و فینال لیگ قهرمانان اروپا حضور داشتند
علی دایی با باشگاه بایرن مونیخ در فصل ۱۹۹۹–۱۹۹۸ به عنوان نایب قهرمانی لیگ قهرمانان اروپا دست یافت. هم چنین مهدی طارمی با باشگاه اینتر میلان در فصل ۲۰۲۵–۲۰۲۴ به فینال لیگ قهرمانان اروپا راه یافت. علی کریمی با باشگاه شالکه ۰۴ در فصل ۲۰۱۱–۲۰۱۰ به مرحله نیمه نهایی لیگ قهرمانان اروپا راه یافت.

### اولین بازی اولین گل در لیگ قهرمانان اروپا
علی کریمی تنها لژیونر تاریخ فوتبال ایران به‌شمار می‌رود؛ که در اولین بازی لیگ قهرمانان اروپا گلزنی کرده است
کریمی در سال ۲۰۰۵ در اولین بازی خود برای بایرن مونیخ در لیگ قهرمانان اروپا در مقابل سالزبورگ اتریش ۱ گل زد و ۱ پاس گل داد تا اولین لژیونر تاریخ فوتبال ایران باشد که در اولین بازی خود در لیگ قهرمانان اروپا گلزنی کرده است. مهدی مهدوی کیا لژیونر دیگر فوتبال ایران در سال ۲۰۰۰ پس از بازی با تیم بروند بی دانمارک، در دومین بازی خود در لیگ قهرمانان اروپا در مقابل یوونتوس برای هامبورگ گلزنی کرد.

### اولین ایرانی منتخب بوندس‌لیگا
- علی کریمی تنها لژیونر تاریخ فوتبال ایران به‌شمار می‌رود؛ که در دومین هفته از حضور در لیگ معتبر اروپایی (بوندسلیگا) به عنوان عضو منتخب هفته انتخاب شده است.[۳۱]

کریمی در دومین بازی خود برای بایرن مونیخ در مسابقات بوندسلیگا در مقابل بایرلورکوزن ۱ گل زد و ۱ پاس گل داد تا در تیم منتخب هفته بوندسلیگا به انتخاب کیکر آلمان قرار بگیرد.

### حضور در اروپا با تیم بزرگ
- علی کریمی کریمی تنها لژیونر تاریخ فوتبال ایران به‌شمار می‌رود؛ که حضور در فوتبال اروپا را با یک تیم بزرگ شروع کرده است.[۳۱]

کریمی در سال ۲۰۰۵ علی‌رغم پیشنهاداتی از لیگ برتر انگلستان، فرانسه، ایتالیا، اسپانیا و آلمان به عنوان دومین خرید بایرن مونیخ پس از فیلیپ لام به این تیم آلمانی؛ که در رنکینگ تیم‌های باشگاهی جهان در رتبه سوم قرار داشت پیوست.

### بازیکنان ایرانی لیگ قهرمانان اروپا
- مهدی مهدوی کیا و علی دایی و علی کریمی و مهرداد میناوند و مهدی طارمی که از پرسپولیس تهران لژیونر شده‌اند از بازیکنان ایرانی هستند که در لیگ قهرمانان اروپا بازی کرده‌اند.[۳۹]

### تنها گلزنان ایرانی لیگ قهرمانان اروپا
- علی دایی در کنار مهدی مهدوی کیا و علی کریمی و مهدی طارمی که سابقه بازی در پرسپولیس را داشته‌اند به همراه سردار آزمون،[۴۱][۴۲] تنها ایرانیان گلزن در لیگ قهرمانان اروپا به‌شمار می‌روند.

### کاپیتان پرسپولیس در تیم قرن ۲۰ باشگاه هامبورگ آلمان
- مهدی مهدوی‌کیا کاپیتان پرسپولیس در سال ۲۰۱۲ به عنوان یکی از ۱۱ بازیکن برتر قرن بیستم در تیم هامبورگ انتخاب شد.[۴۳][۲۸][۴۴]

### بهترین گل لیگ قهرمانان اروپا
گل فوق‌العاده زیبای مهدی طارمی به چلسی، عنوان بهترین گل رقابت‌های لیگ قهرمانان اروپا در فصل ۲۰۲۰–۲۰۲۱ را کسب کرد.

### بهترین لژیونر سال آسیا
کنفدراسیون فوتبال آسیا در گزارشی به معرفی برترین لژیونرهای فوتبال آسیا در فصل ۲۰۲۱ پرداخت که در میان تمامی لژیونرهای فوتبال آسیا مهدی طارمی با ۲۰ نامزدی در طول سال ۲۰۲۱ به عنوان برترین لژیونر فوتبال قاره آسیا انتخاب شد.
سه نامزد نهایی جایزه پوشکاش در سال ۲۰۲۱
براساس اعلام فدراسیون جهانی فوتبال (فیفا) اریک لاملا و پاتریک شیک به همراه مهدی طارمی که سابقه عضویت در باشگاه پرسپولیس را دارد. نخستین فرد ایرانی بوده که با گل قیچی برگردان خود در مسابقه باشگاه فوتبال پورتو و باشگاه فوتبال چلسی در لیگ قهرمانان اروپا در سال ۲۰۲۱ موفق شده در میان سه نامزد نهایی جایزه پوشکاش فیفا در سال ۲۰۲۱ قرار بگیرد.

### گلزن‌ترین مدافع لژیونر ایرانی در قرن بیست و یکم
براساس اعلام فدراسیون تاریخ جهانی امار و ارقام فوتبال رامین رضاییان که سابقه عضویت در باشگاه پرسپولیس را دارد. همه رکوردهای تاریخ لیگ فوتبال ایران موفق شده در قرن بیست و یکم به عنوان گلزن‌ترین مدافع ایرانی در جایگاه بیست و نهم قرار بگیرد. رامین رضاییان در مجموع ۶۰ گل به ثمر رسانده که ۵۲ گل ان در رقابت‌های باشگاهی لیگ و ۴ گل ان در جام‌های حذفی لیگ و ۲ گل ان در رقابت‌های باشگاهی بین‌المللی و ۲ گل ان در دیدارهای تیم ملی بوده است. همچنین رامین رضاییان مدافع سابق باشگاه پرسپولیس براساس اعلام فدراسیون تاریخ و آمار فوتبال در سال ۲۰۲۴ با به ثمر رساندن ۱۱ گل در جایگاه هفتم بهترین مدافعان گلزن دنیا قرار گرفت

### دابل هتریک قهرمانی در کرواسی
صادق محرمی تجربه شش قهرمانی پیاپی در لیگ کرواسی را به همراه دینامو زاگرب در کارنامه خود دارد که رکورد ویژه محسوب می‌شود.

## رکورد

### دوره شکست‌ناپذیری در شهرآورد تهران و ال کلاسیکو ایران
- تیم فوتبال پرسپولیس توانسته در ۹ بازی پیاپی شهرآورد تهران، بین سال‌های ۷۴ تا ۷۹ (شهرآورد ۴۱ تا ۴۹) شکست نخورد و در این بین ۵ برد را رقم زده است.[۱۴]

این تیم توانست رکورد خود را بین سال‌های ۹۰ تا ۹۵ (شهرآورد ۷۴ تا ۸۴) به ده بازی پیاپی برساند در این مدت ۴ برد و ۶ تساوی کسب نمود.
پرسپولیس توانسته در ۱۸ بازی پیاپی دربی تهران، بین سال‌های ۱۳۹۷ تا ۱۴۰۳(شهرآورد ۸۸ تا ۱۰۵) شکست نخورد و در این بین ۸ برد و ۱۰ تساوی را رقم زده است. همچنین باشگاه پرسپولیس ۲۹۲۰ روز و ۹۶ ماه و ۳۸۴ هفته یعنی در ۱۸ بازی پیایی به مدت هشت سال در شهرآورد تهران شکست نخورده است. باشگاه فوتبال پرسپولیس در مقابل باشگاه فوتبال سپاهان همچنین توانسته از ۲۲ بهمن ۱۳۵۰ تا ۲۱ آبان ۱۳۷۲ نزدیک به ۲۲ سال در ۱۵ بازی پیایی برگزار شده شکست نخورد و در این بین ۹ پیروزی و ۶ تساوی را رقم زده است. همچنین باشگاه پرسپولیس در مقابل باشگاه‌های همچون برق شیراز و بانک ملی در ۱۶ بازی پیایی و در مقابل تیم‌های مانند صنعت نفت آبادان و سایپا در ۱۵ بازی پیایی شکست نخورده است.

### قاطع‌ترین قهرمان
- پرسپولیس در سال ۱۳۵۰ و در جریان مسابقات لیگ سراسری ایران، در ۱۴ دیدار لیگ صاحب ۱۳ برد و یک باخت شد. بر این اساس پرسپولیس آن سال موفق شد ۹۳ درصد از کل امتیازات موجود را به خود اختصاص داده و از این حیث صاحب رکورد شود.[۱۳]

### بهترین میانگین امتیاز در یک فصل
- پرسپولیس در سال ۱۳۷۳ با کسب ۵۵ امتیاز از ۲۲ بازی با کسب رکورد ۲٫۵ امتیاز از هر بازی رکورد عجیبی خلق کرد.[۷] و هم چنین پرسپولیس در سال ۹۹–۹۸ با کسب ۶۷ امتیاز از ۳۰ بازی با کسب رکورد۲٫۲۳ امتیاز از هر بازی رکورد بیشترین امتیاز را در لیگ برتر ثبت کرد.[۱۵]

### بهترین میانگین گل زده در یک فصل
- بهترین میانگین گل زده یک تیم ایرانی، متعلق به پرسپولیس است.[۱۱] پرسپولیس در سال ۱۳۵۰ موفق شد در ۱۴ بازی ۴۵ گل یعنی ۳/۲ گل در یک بازی به ثمر رساند و پرسپولیس از این حیث در ایران رکورددار است.[۱۳]

### میانگین کمترین گل خورده در یک فصل
- پرسپولیس در لیگ تخت‌جمشید سال ۱۳۵۴ پس از ۳۰ بازی، تنها ۱۲ گل یعنی میانگین ۰/۴ گل در هر بازی دریافت کرد که از این حیث رکورددار است.[۴] وهم چنین باشگاه پرسپولیس درلیگ برترسال ۹۷–۹۸ پس از ۳۰ بازی تنها ۱۴ گل یعنی میانگین ۴۷/. گل در هر بازی دریافت کرد و پس از استقلال با تنها ۱۳ گل دریافتی در جایگاه دوم قرار گرفت.[۱۳]

### کمترین گل خورده در یک فصل لیگ برتر ایران
پرسپولیس در جریان لیگ برتر سال ۹۵_۹۶ در ۲۴ بازی، تنها ۹ گل دریافت کرد که از این حیث رکورددار مانده است.

### یکطرفه‌ترین قهرمانی لیگ ایران
- پرسپولیس صاحب یکطرفه‌ترین و قاطع‌ترین قهرمانی در یک فصل شده است. سرخپوشان در لیگ سال ۱۳۷۷ توانستند ۶۵ امتیاز گرفته و قهرمان شوند. تیم دوم یعنی استقلال تهران با ۵۳ امتیاز و ۱۲ امتیاز کمتر دوم شد که پرسپولیس از این حیث رکوردار می‌باشد. و هم‌چنین پرسپولیس در لیگ برتر ۹۹–۱۳۹۸ موفق به کسب ۶۷ امتیاز شد و قهرمان شد.[۲۳] و با تیم دوم یعنی استقلال تهران که ۵۳ امتیاز گرفته بود، ۱۴ امتیاز فاصله داشت.[۱۳]

### بازی متوالی بدون شکست
- رکورد شکست‌ناپذیری بعد از تیم استقلال تهران که در ۶۳ بازی از ۲۲ اسفند ۱۳۶۸ تا ۲۵ آذر۱۳۷۰ شکست نخورد در دست تیم پرسپولیس تهران با ۴۳ بازی بدون شکست از ۱۹ دی ۱۳۵۰ تا ۴ خرداد ۱۳۵۳ می‌باشد. البته پرسپولیس زمان بیشتری شکست نخورده است اما به دلیل تعداد بازی کمتر در رتبهٔ دوم جای می‌گیرد.[۳]

### رکورددار پیروزی متوالی
- رکورد پیروزی متوالی در تاریخ لیگ فوتبال ایران را باشگاه پرسپولیس با ۱۶ بازی ثبت کرده است. باشگاه پرسپولیس با سرمربیگری علی پروین در دهه ۷۰ از تاریخ ۲۴ مهر ۱۳۷۷ که در لیگ هشتم آزادگان ۱–۰ فولاد خوزستان را برد، تا روز ۲۱ اسفند ۱۳۷۷ در ۱۶ بازی متوالی موفق شده (۱۴ برد در لیگ ایران و ۲ برد در جام حذفی ایران) به‌دست آورده همچنین باشگاه پرسپولیس در این مدت تمام حریفان خود را در همه رقابت‌ها شکست داد و از این حیث رکورددار پیروزی متوالی در تاریخ لیگ فوتبال ایران شد. همچنین باشگاه پرسپولیس موفق شده در دهه ۱۴۰۰ و در سال ۱۴۰۲ با سرمربیگری یحیی گل محمدی ۹ بازی آخر خود را در لیگ ایران و ۳ بازی را هم در جام حذفی ایران برد تا به رکورد ۱۲ پیروزی متوالی در همه رقابت‌ها در فوتبال ایران دست پیدا کند.[۱۳]

### قهرمانی در یک فصل لیگ با کمترین شکست
- پرسپولیس تهران اولین تیمی است که توانسته بدون شکست قهرمان لیگ فوتبال ایران شود. پرسپولیس در جریان لیگ تخت‌جمشید سال ۱۳۵۲ توانست بدون شکست قهرمان ایران شود. سرخ پوشان تا لیگ برتر فوتبال ایران ۰۱–۱۴۰۰ که استقلال تهران بدون شکست قهرمان شد به مدت ۴۹ سال به تنهایی این رکورد را در اختیار داشتند.[۳] باشگاه پرسپولیس هم چنین در جام باشگاه‌های تهران در سال‌های ۱۳۶۵ و ۱۳۶۷ هم بدون شکست قهرمان شده بود.[۴] هم چنین پرسپولیس بایک باخت و با میانگین ۳/۳/. دارای کمترین باخت درجریان لیگ برتر سال ۹۸–۹۷ می‌باشد.[۶]

### رکورددار تکرار قهرمانی
- پرسپولیس رکورددار قهرمانی‌های متوالی در لیگ فوتبال ایران است.[۱۵] باشگاه پرسپولیس پنج بار به صورت متوالی (گلات) به عنوان قهرمانی در لیگ فوتبال ایران دست یافته است.[۴۶] لیگ فوتبال ایران (۵۱ و ۵۲)، (۷۴ و ۷۵) و (۷۷ و ۷۸) و (لیگ برتر ۹۶–۱۳۹۵ و ۹۷–۹۶ و ۹۸–۹۷ و ۹۹–۹۸ و ۱۴۰۰–۹۹) و (لیگ برتر ۰۲_۱۴۰۱ و لیگ برتر ۰۳_۱۴۰۲) جز قهرمانی‌های متوالی تاریخ باشگاه پرسپولیس در لیگ فوتبال ایران می‌باشند.[۱۳]

### ۱۶ قهرمانی در ۱۶ سال
- پرسپولیس تنها تیم تاریخ فوتبال ایران است که ۱۶ قهرمانی در ۱۶ سال (۱۳۶۵ تا ۱۳۸۱) در مسابقات رسمی شامل:لیگ باشگاه‌های تهران، جام حذفی ایران و تهران، جام برندگان آسیا و لیگ فوتبال ایران کسب نموده است.[۱۳]

### دبل کاپ (جام)
- پرسپولیس به همراه سایپا تهران تنها تیم‌هایی هستند که در یک فصل موفق به کسب هر دو جام (لیگ ایران و جام حذفی ایران) شده‌اند.[۱۴] پرسپولیس در (فصل‌های ۷۸–۱۳۷۷، ۹۸–۱۳۹۷ و ۰۲–۱۴۰۱) موفق به دبل کاپ (قهرمانی هم‌زمان درجام حذفی و لیگ ایران شدند.[۱۳]

### رکورد برد متوالی در ورزشگاه آزادی
پرسپولیس با ۱۲ برد متوالی در ورزشگاه آزادی رکورددار است.

### رکورد ۳۰۰ برد در لیگ برتر
پرسپولیس با برد ذوب آهن در هفته یازدهم لیگ بیست و یکم به رکورد ۳۰۰ برد در لیگ برتر رسید.

## رکوردهای شهرآورد
- بیشترین پیروزی در مسابقات رسمی و کل مسابقات دو تیم : باشگاه پرسپولیس در تاریخ شهرآورد تهران با (۲۹) برد در مسابقات رسمی و غیررسمی دارای بیشترین پیروزی بوده و از این حیث رکورددار می‌باشد.
- پرگل‌ترین بازی: پرسپولیس ۶–۰ تاج، جام تخت جمشید ۱۳۵۲، ۱۶ شهریور ۱۳۵۲؛ استقلال ۲–۴ پرسپولیس، لیگ برتر خلیج فارس ۹۵–۱۳۹۴، ۲۷ فروردین ۱۳۹۵؛ پرسپولیس ۴–۱ تاج، لیگ منطقه‌ای ۱۳۵۰، ۱۵ بهمن ۱۳۵۰
- پرگل‌ترین پیروزی (پرسپولیس): تاج ۰–۶ پرسپولیس جام تخت جمشید ۱۳۵۲، ۱۶ شهریور ۱۳۵۲
- بیشترین پیروزی متوالی (پرسپولیس): ۳، ۲۷ مهر ۱۳۷۵ – ۲۲ آبان ۱۳۷۷ (شهرآوردهای ۴۳٬۴۴٬۴۵)
- طولانی‌ترین دوره شکست‌ناپذیری (پرسپولیس):۱۰ بازی، (۱۳ بهمن ۱۳۹۰ – ۲۶ شهریور ۱۳۹۵) ۱۸ بازی، (۲۹ تیر ۱۳۹۷–۹ اسفند ۱۴۰۳)
- بهترین گلزنان: صفر ایرانپاک ۷ گل، حسین کلانی ۶ گل، علی علیپور ۵ گل، مهدی هاشمی نسب ۴ گل، همایون بهزادی ۴ گل، امید عالیشاه، فرشاد پیوس، هادی نوروزی، ایمون زاید ۳ گل
- بهترین پاسور: ابراهیم آشتیانی ۶ پاس‌گل مهدی ترابی ۵ پاس‌گل
- بیشترین بازی (بازیکن): علی پروین ۲۰ بازی
- بیشترین مربیگری: علی پروین ۲۵ بازی
- اولین هتریک شهرآورد: همایون بهزادی، شهرآورد ۱۳
- دومین هتریک شهرآورد: ایمون زاید، شهرآورد ۷۵
- سریع‌ترین هت‌تریک: ایمون زاید در ۱۰ دقیقه توانست هت‌تریک کند.
- گلزنی در سه شهرآورد پیاپی: صفر ایرانپاک (شهرآوردهای ۸٬۹٬۱۰)
- گلزنی در شش شهرآورد: صفر ایرانپاک (شهرآوردهای ۸٬۹٬۱۰٬۱۶٬۱۷٬۲۲)
- دبل‌ها: حسین کلانی (شهرآورد ۹)، ایرج سلیمانی (شهرآورد ۱۳)، صفر ایرانپاک (شهرآورد ۲۲) شاهرخ بیانی (شهرآورد ۲۸)، هادی نوروزی (شهرآورد ۷۳)، مهدی طارمی (شهرآورد ۸۳) و گیورگی گولسیانی (شهرآورد ۹۹)
- نخستین کاپیتان: همایون بهزادی
- دیرترین گل در ۹۰ دقیقه: جری بنگتسون در وقت‌های اضافه و در دقیقه ۹۶ توانست گل تساوی را در دربی ۸۲ بزند.
- دیرترین گل در ۱۲۰ دقیقه: امید عالیشاه در دقیقه ۱۱۵ در شهرآورد ۱۰۱ موفق به گلزنی برای تیم فوتبال پرسپولیس شده است.
- جوانترین سرمربی: بیوک وطنخواه سرمربی پرسپولیس در دربی ۲۵ مهر ۱۳۵۴ با ۳۲ سال و ۲۵۸ روز جوانترین سرمربی تاریخ شهرآورد تهران است.
- موفق‌ترین سرمربی: مصطفی دنیزلی با ۲ برد از ۳ بازی و با ۶۶٫۶۷٪ درصد برد موفق‌ترین سرمربی تاریخ شهرآورد تهران است.
- مسن‌ترین گلزن: کریم باقری زننده گل برتری پرسپولیس در دربی ۶۹ (۱۴ بهمن ۱۳۸۸) با ۳۵ سال و ۳۴۸ روز مسن‌ترین گلزن تاریخ شهرآورد تهران است.
- مسن‌ترین بازیکن: سید جلال حسینی با ۴۰ سال و ۴۲ روز مسن‌ترین بازیکن تاریخ شهرآورد تهران است.
- کم‌باخت‌ترین مربیان: علی پروین با ۱۹ بازی یحیی گل محمدی با ۱۲ بازی
- کم‌باخت‌ترین بازیکنان: امید عالیشاه با ۱۷ بازی، مهدی ترابی با ۱۳ بازی، فرشاد فرجی با ۱۱ بازی، حمید استیلی، مهدی عبدی، میلاد سرلک هرکدام با ۱۰ بازی و محمد حسین کنعانی زادگان با ۹ بازی بدون باخت به عنوان بازیکن رکورددار هستند.
- از نظر دقایق متوالی بسته‌ماندن دروازه یک دروازه‌بان: نیلسون کوریا جونیور ۴۰۵ دقیقه از آغاز شهرآورد ۷۶ تا دقیقه ۴۵ شهرآورد ۸۰
- برد در بازیهای رفت و برگشت: چهار بار: دربی ۸۰ و ۸۱ (چهاردهمین دوره لیگ برتر) - دربی ۴۳ و ۴۴ (ششمین دوره لیگ آزادگان) - دربی ۹ و ۱۰ (دومین دوره لیگ منطقه‌ای) - دربی ۱۰۴ و ۱۰۵ (بیست و چهارمین دوره لیگ برتر)
- بیشترین برد در دربی به عنوان بازیکن : علی پروین، احمدرضا عابدزاده، احمد نوراللهی، امید عالیشاه، وحید امیری با ۶ برد و علی علیپور با ۷ برد
- نخستین بازیکن (بازیکن خارجی): آلن ویتل (پرسپولیس - شهرآورد ۲۱)
- نخستین گلزن (بازیکن خارجی): عیسی ترائوره (پرسپولیس- شهرآورد ۵۵)
- بیشترین بازی (بازیکن خارجی): بشار رسن (پرسپولیس - ۷ بازی)
- بیشترین گل زده (بازیکن خارجی): ایمون زاید (پرسپولیس- ۳ گل)
- بیشترین کلین شیت: علیرضا بیرانوند (پرسپولیس- ۷ بازی)
- بیشترین حضور سرپرست: محمود خوردبین ۵۴ بازی
- رکورددار بیشترین تعداد گلزنی یک تیم در دربی تهران: تیم فوتبال پرسپولیس تاکنون در ۱۰۵ دربی تهران موفق به زدن ۱۰۴ گل شده و از این حیث رکورددار می‌باشد.

## پر گل‌ترین‌ها

### پر گل‌ترین بردها در تاریخ باشگاه

#### قاطع‌ترین و پرگل‌ترین بازی شهرآورد تهران
- قاطع‌ترین و پرگل‌ترین بازی شهرآورد تهران با نتیجه ۶–۰ به سود تیم فوتبال پرسپولیس در جریان نخستین دوره جام تخت‌جمشید در ۱۶ شهریور ۱۳۵۲ به پایان رسیده است.[۲۳] هم چنین پرسپولیس در ۱۵ بهمن ۱۳۵۰ با نتیجه۴–۱ درجریان لیگ منطقه‌ای توانست استقلال راشکست دهد و پرسپولیس در ۲۷ فروردین ۱۳۹۵ با نتیجه ۴_۲ درجریان لیگ برتر توانست استقلال را شکست دهد.[۴]

#### قاطع‌ترین برد در تاریخ لیگ ایران
- قاطع‌ترین برد یک تیم در تاریخ لیگ مربوط به برد پرسپولیس تهران مقابل شاهین بوشهر در فصل ۷۳ و با نتیجه ۱۰–۱ بوده است که این نتیجه در تاریخ فوتبال ایران یک رکورد است و هنور هیچ تیمی در یک بازی لیگ موفق به دو رقمی‌کردن گل‌های خود نشده است.[۵۴]

#### قاطع‌ترین بردهای پرسپولیس در تاریخ لیگ ایران
- پرسپولیس، در ۳۷ بازی از لیگ ایران موفق به زدن ۴ گل یا بیشتر شده است.[۵۵]

| #  | نام حریف             | نتیجه | لیگ/فصل             | گلزنان                                                                              |
| -- | -------------------- | ----- | ------------------- | ----------------------------------------------------------------------------------- |
| ۱  | شاهین بوشهر          | ۱–۱۰  | لیگ آزادگان ۱۳۷۳    | پیوس(۴)، دایی(۲)، شیرمحمدی(۲)، منافی، محرمی                                         |
| ۲  | تاج نوشهر            | ۰–۸   | لیگ منطقه‌ای ۱۳۵۰    | ایرانپاک(۵)، پروین، بهزادی، کلانی                                                   |
| ۳  | نورد اهواز           | ۰–۷   | لیگ تخت‌جمشید ۱۳۵۲   | ایرانپاک(۴)، کلانی(۲)، پروین                                                        |
| ۴  | پگاه گیلان           | ۲–۸   | لیگ برتر ۱۳۸۲       | دایی(۴)، کاظمیان(۲)، سلمانی، پیروانی                                                |
| ۵  | تاج شیراز            | ۰–۶   | لیگ منطقه‌ای ۱۳۴۹    | کلانی(۴)، خوردبین(۲)                                                                |
| ۶  | تاج تهران            | ۰–۶   | لیگ تخت‌جمشید ۱۳۵۲   | بهزادی(۳)، سلیمانی(۲)، کلانی                                                        |
| ۷  | سپاهان اصفهان        | ۰–۶   | لیگ منطقه‌ای ۱۳۵۰    | بهزادی(۲)، خوردبین، ادیبی، پروین، وطنخواه                                           |
| ۸  | پگاه گیلان           | ۰–۶   | لیگ برتر ۱۳۸۳       | اسدی، جباری، انتظاری، امامی فر، کاظمیان، اولادی                                     |
| ۹  | پیکان تهران          | ۰–۶   | لیگ برتر ۱۳۹۱       | انصاری فرد(۳)، نورمحمدی، نوری، قاضی                                                 |
| ۱۰ | مس کرمان             | ۰–۶   | لیگ برتر ۱۳۹۲       | مسلمان، کفشگری، خلعتبری، سیدصالحی، صادقیان، حاتمی                                   |
| ۱۱ | دارایی تهران         | ۱–۶   | لیگ قدس ۱۳۶۸        | محرمی(۲)، باوی، پیوس، عاشوری، یوسفی                                                 |
| ۱۲ | ذوب آهن اصفهان       | ۱–۶   | لیگ آزادگان ۱۳۷۳    | دایی(۳)، پیوس(۲)، منافی                                                             |
| ۱۳ | فجر شهید سپاسی شیراز | ۱–۵   | لیگ برتر ۸۴         | علی انصاریان (۲)، مهرداد اولادی، رضا جباری، جواد کاظمیان                            |
| ۱۴ | پیکان تهران          | ۱–۵   | لیگ برتر ۹۰         | حسین بادامکی (۲)، هادی نوروزی، مجتبی شیری، مازیار زارع                              |
| ۱۵ | فجر شهید سپاسی شیراز | ۲–۵   | لیگ برتر ۸۳         | علی دایی (۲) جواد، کاظمیان، کریم باقری، رضا جباری                                   |
| ۱۶ | تراکتور تبریز        | ۲–۵   | لیگ آزادگان ۱۳۷۹    | ادموند بزیک (۲)، بهنام سراج، علی کریمی، مهدی هاشمی نسب                              |
| ۱۷ | راه‌آهن تهران         | ۰–۵   | لیگ تخت‌جمشید ۱۳۵۲   | حاج رحیمی، پروین، بهزادی، دستجردی، گل به خودی                                       |
| ۱۸ | ماشین‌سازی تبریز      | ۰–۵   | لیگ برتر ۱۴۰۰       | مغانلو(۲)، نوراللهی، عبدی(۲)                                                        |
| ۱۹ | راه‌آهن تهران         | ۰–۵   | لیگ تخت‌جمشید ۱۳۵۶   | پروین(۲)، زادمهر(۲)، مایلی کهن                                                      |
| ۲۰ | کاوه هرمزگان         | ۰–۵   | لیگ قدس ۱۳۶۸        | انصاری فرد، عابدیان، شیرمحمدی، عاشوری، مایلی کهن                                    |
| ۲۱ | استقامت یزد          | ۰–۵   | لیگ قدس ۱۳۶۸        | عابدیان(۲)، باوی(۲)، عربشاهی                                                        |
| ۲۲ | برق شیراز            | ۰–۵   | لیگ آزادگان ۱۳۷۱    | داداش زاده(۲)، محمدخانی، شیرمحمدی، روزبهانی                                         |
| ۲۳ | شموشک نوشهر          | ۰–۵   | لیگ آزادگان ۱۳۷۵    | بزیک(۲)، باقری(۲)، گل به خودی                                                       |
| ۲۴ | شیرین‌فراز کرمانشاه   | ۰–۵   | لیگ برتر ۱۳۸۶       | خلیلی(۲)، نصرتی، خیرخواه، دراگچوویچ                                                 |
| ۲۵ | شاهین بوشهر          | ۰–۵   | لیگ برتر ۱۳۹۸       | علیپور(۳) شجاع خلیل‌زاده(۱) وحید امیری(۱)                                            |
| ۲۶ | گل گهر سیرجان        | ۰–۵   | لیگ برتر ۱۳۹۹       | احمد نوراللهی، امید عالیشاه، مهدی شیری، سیامک نعمتی، احمد رضا زنده روح (گل به خودی) |
| ۲۷ | برق شیراز            | ۰–۴   | لیگ برتر ۸۳         | سهراب انتظاری (۲)، علی دایی (۲)                                                     |
| ۲۸ | استقلال اهواز        | ۰–۴   | لیگ برتر ۸۶         | مهرزاد معدنچی، حسین بادامکی، علی رضا نیکبخت (۲)                                     |
| ۲۹ | پدیده مشهد           | ۰–۴   | لیگ برتر ۹۶         | فرشاد احمدزاده، کمال کامیابی نیا، علی علیپور، مهدی طارمی                            |
| ۳۰ | ذوب آهن اصفهان       | ۰–۴   | لیگ برتر ۹۷         | کمال کامیابی‌نیا، گادوین منشأ، فرشاد احمدزاده، علی علیپور                            |
| ۳۱ | پاس تهران            | ۴–۰   | لیگ آزادگان ۷۸–۱۳۷۷ | بهنام سراج، رضا شاهرودی، علی باغمیشه، علیرضا امامی فر                               |
| ۳۲ | تاج تهران            | ۱–۴   | لیگ منطقه‌ای ۱۳۵۰    | حسین کلانی (۲)، صفر ایران پاک، محمود خوردبین                                        |
| ۳۳ | تراکتور تبریز        | ۱–۴   | لیگ آزادگان ۱۳۷۱    | فرشاد پیوس (۴)                                                                      |
| ۳۴ | استقلال تهران        | ۲–۴   | لیگ برتر ۱۳۹۵       | مهدی طارمی (۲)، رامین رضاییان، محسن مسلمان                                          |
| ۳۵ | تراکتور تبریز        | ۲–۴   | لیگ آزادگان ۱۳۷۸    | اسماعیل حلالی، مهدی هاشمی نسب، علی کریمی، حمید استیلی                               |
| ۳۶ | فولاد خوزستان        | ۲–۴   | لیگ برتر ۱۴۰۲       | آستان ارونوف، عیسی آل‌کثیر، محمدحسین کنعانی‌زادگان، مهدی ترابی                        |
| ۳۷ | استقلال خوزستان      | ۳–۴   | لیگ برتر ۱۴۰۳       | حسین کنعانی، دانیال اسماعیلی‌فر، عیسی آل‌کثیر، آستان ارونوف                           |

#### قاطع‌ترین بردهای پرسپولیس در رقابت‌های آسیایی
| # | تاریخ           | مکان           | نام حریف              | نتیجه | مسابقات                           | گلزنان                                                             |
| - | --------------- | -------------- | --------------------- | ----- | --------------------------------- | ------------------------------------------------------------------ |
| ۱ | ۲۶ خرداد ۱۳۶۷   | داکا - بنگلادش | سندرز سری لانکا       | ۰–۵   | جام باشگاه‌های آسیا ۸۹–۱۹۸۸        | پیوس(۲)، انصاری‌فرد(۲)، عربشاهی                                     |
| ۲ | ۳۰ آذر ۱۳۶۹     | تهران - ایران  | پنجاب پاکستان         | ۰–۹   | جام برندگان جام آسیا ۹۱–۱۹۹۰      | پیوس(۷)، محرمی، شیرمحمدی                                           |
| ۳ | ۹ شهریور ۱۳۷۵   | تهران - ایران  | آلیما قزاقستان        | ۰–۵   | جام باشگاه‌های آسیا ۹۷–۱۹۹۶        | پیروانی، دایی (۲)، باقری، ترابیان                                  |
| ۴ | ۲ فروردین ۱۳۹۱  | تهران - ایران  | الشباب امارات         | ۱–۶   | لیگ قهرمانان آسیا ۲۰۱۲            | زاید(۳)، رضایی، کریمی، فشنگچی                                      |
| ۵ | ۱۷ شهریور ۱۳۷۹  | تهران - ایران  | الوکره قطر            | ۱–۵   | جام باشگاه‌های آسیا ۰۱–۲۰۰۰        | علی کریمی، بهروز رهبری فر، علیرضا امامی فر، بهنام سراج، پایان رأفت |
| ۶ | ۲۲ اسفند ۱۳۸۱   | تاشکند         | نیسا اسکابا ترکمنستان | ۱–۴   | لیگ قهرمانان آسیا ۰۳–۲۰۰۲         | حسن خان محمدی (۲)، یحیی گل محمدی، امیر حسین اصلانیان               |
| ۷ | ۳ بهمن ۱۳۴۷     | تایلند         | پراک مالزی            | ۰–۴   | مسابقات باشگاهی قهرمانی آسیا ۱۹۶۹ | غلام وفاه خواه (۳)، حسین کلانی                                     |
| ۸ | ۳ مهر ۱۳۹۹      | دوحه           | شارجه امارات          | ۰–۴   | لیگ قهرمانان آسیا ۲۰۲۰            | شجاع خلیل‌زاده، عیسی ال کثیر، وحید امیری، مهدی عبدی                 |
| ۹ | ۳ اردیبهشت ۱۴۰۰ | مارگایو        | گوا هندوستان          | ۰–۴   | لیگ قهرمانان آسیا ۲۰۲۱            | شهریار مغانلو، مهدی ترابی، عیسی ال کثیر، کمال کامیابی نیا          |

- در سال ۲۰۱۲ پرسپولیس توانست در ۳ مسابقه و در جریان ۳ جام معتبر به تیم‌های رقیب ۶ گل بزند.[۱۵]

1. در جریان رقابت‌های لیگ قهرمان باشگاه‌های آسیا

پرسپولیس۶–۱الشباب امارات (۲۱ مارس ۲۰۱۲)
1. در جریان لیگ برتر فوتبال ایران

پرسپولیس۶–۰پیکان (۳۱ اکتبر ۲۰۱۲)
1. در جریان رقابت‌های جام حذفی ایران

پرسپولیس۶–۰ملوان (۱۹ دسامبر ۲۰۱۲)

## برون‌مرزی (ملی و بین‌المللی)

### گلزنان جام جهانی
حمید استیلی و مهدی مهدوی‌کیا تنها گلزنان پرسپولیسی تیم ملی فوتبال ایران در جام جهانی ۱۹۹۸ فرانسه بودند. هم چنین یحیی گل محمدی تنها گلزن پرسپولیسی تیم ملی فوتبال ایران در جام جهانی ۲۰۰۶ المان بود. همچنین کریم انصاری فرد تنها گلزن پرسپولیسی تیم ملی فوتبال ایران در جام جهانی ۲۰۱۸ روسیه بود، مهدی طارمی و رامین رضاییان گلزنان پرسپولیسی تیم ملی فوتبال ایران در جام جهانی ۲۰۲۲ قطر هستند

### رکورد گینس
علیرضا بیرانوند به دلیل پرتاب ۶۱ متر و ۶۶ سانتی‌متری در دیدار برابر کره جنوبی، نامش را در کتاب رکوردهای گینس به ثبت رساند. بیرانوند در بازی بین تیم‌های ایران و کره جنوبی در تاریخ ۱۱ اکتبر ۲۰۱۶ (۲۰ مهر ۱۳۹۵) در مرحله انتخابی جام جهانی ۲۰۱۸ روسیه موفق شد توپ را به میزان ۶۱ متر و ۶۶ سانتی‌متر پرتاب کند و در نهایت مستحق کسب این عنوان شد. علیرضا بیرانوند در لیگ برتر ۰۳_۱۴۰۲ در دیدار فصل گذشته تیم پرسپولیس مقابل تیم ذوب آهن موفق شده رکورد پا ادرسون مورایس دروازه‌بان باشگاه منچستر سیتی که ۷۵ متر بوده را با سه متر افزایش به ۷۸ سانتی‌متر برساند و نامش را در کتاب رکوردهای گینس به ثبت رساند.

## آمارهای بازیکنان

### بیشترین حضور
تا تاریخ ۲۷ مرداد ۱۴۰۴
| #  | نام                   | ملیت    | پست       | بازی |
| -- | --------------------- | ------- | --------- | ---- |
| ۱  | علی پروین             | ایران   | هافبک     | ۳۴۱  |
| ۲  | امید عالیشاه          | ایران   | هافبک     | ۲۸۴  |
| ۳  | محمد پنجعلی           | ایران   | مدافع     | ۲۶۴  |
| ۴  | حسین عبدی             | ایران   | هافبک     | ۲۶۱  |
| ۵  | سیدجلال حسینی         | ایران   | مدافع     | ۲۶۱  |
| ۶  | افشین پیروانی         | ایران   | مدافع     | ۲۵۵  |
| ۷  | وحید امیری            | ایران   | هافبک     | ۲۵۴  |
| ۸  | علی علیپور            | ایران   | مهاجم     | ۲۵۴  |
| ۹  | بهروز رهبری‌فرد        | ایران   | مدافع     | ۲۴۹  |
| ۱۰ | کمال کامیابی‌نیا       | ایران   | هافبک     | ۲۳۵  |
| ۱۱ | کریم باقری            | ایران   | هافبک     | ۲۳۳  |
| ۱۲ | فرشاد پیوس            | ایران   | مهاجم     | ۲۲۳  |
| ۱۳ | محمد مایلی‌کهن         | ایران   | هافبک     | ۲۱۸  |
| ۱۴ | احمد نوراللهی         | ایران   | هافبک     | ۲۱۷  |
| ۱۵ | اصغر ادیبی            | ایران   | هافبک     | ۲۰۶  |
| ۱۶ | هادی نوروزی†          | ایران   | مهاجم     | ۲۰۱  |
| ۱۷ | علیرضا بیرانوند       | ایران   | دروازه‌بان | ۱۹۹  |
| ۱۸ | حمید درخشان           | ایران   | هافبک     | ۱۹۸  |
| ۱۹ | وحید قلیچ             | ایران   | دروازه‌بان | ۱۸۵  |
| ۲۰ | حسین بادامکی          | ایران   | هافبک     | ۱۸۴  |
| ۲۱ | صفر ایرانپاک†         | ایران   | مهاجم     | ۱۸۰  |
| ۲۲ | محسن عاشوری           | ایران   | هافبک     | ۱۷۹  |
| ۲۳ | مجتبی محرمی           | ایران   | مدافع     | ۱۷۹  |
| ۲۴ | محمد نوری             | ایران   | هافبک     | ۱۷۹  |
| ۲۵ | مهدی ترابی            | ایران   | هافبک     | ۱۷۸  |
| ۲۶ | جعفر کاشانی†          | ایران   | مدافع     | ۱۷۶  |
| ۲۷ | ضیا عربشاهی           | ایران   | هافبک     | ۱۷۳  |
| ۲۸ | سیامک نعمتی           | ایران   | هافبک     | ۱۷۲  |
| ۲۹ | محمود خوردبین         | ایران   | مهاجم     | ۱۷۰  |
| ۳۰ | یحیی گل‌محمدی          | ایران   | مدافع     | ۱۶۶  |
| ۳۱ | حمید استیلی           | ایران   | هافبک     | ۱۶۵  |
| ۳۲ | اسماعیل حاج‌رحیمی‌پور   | ایران   | هافبک     | ۱۶۴  |
| ۳۳ | ابراهیم آشتیانی†      | ایران   | مدافع     | ۱۶۲  |
| ۳۴ | علی انصاریان†         | ایران   | مدافع     | ۱۶۲  |
| ۳۵ | حسین ماهینی           | ایران   | مدافع     | ۱۶۰  |
| ۳۶ | مرتضی فنونی‌زاده       | ایران   | مدافع     | ۱۵۷  |
| ۳۷ | همایون بهزادی†        | ایران   | مهاجم     | ۱۵۵  |
| ۳۸ | سعید نعیم‌آبادی        | ایران   | مدافع     | ۱۵۴  |
| ۳۹ | ناصر محمدخانی         | ایران   | مهاجم     | ۱۵۴  |
| ۴۰ | شیث رضایی             | ایران   | مدافع     | ۱۵۴  |
| ۴۱ | علی کریمی             | ایران   | هافبک     | ۱۵۲  |
| ۴۲ | حامد کاویانپور        | ایران   | هافبک     | ۱۵۱  |
| ۴۳ | مجید سبزی†            | ایران   | هافبک     | ۱۵۰  |
| ۴۴ | علیرضا نورمحمدی       | ایران   | مدافع     | ۱۴۹  |
| ۴۵ | رضا وطنخواه           | ایران   | مدافع     | ۱۴۸  |
| ۴۶ | سپهر حیدری            | ایران   | مدافع     | ۱۴۸  |
| ۴۷ | فرشاد احمدزاده        | ایران   | هافبک     | ۱۴۶  |
| ۴۸ | فریدون معینی          | ایران   | هافبک     | ۱۴۵  |
| ۴۹ | میلاد سرلک            | ایران   | هافبک     | ۱۴۳  |
| ۵۰ | سروش رفیعی            | ایران   | هافبک     | ۱۴۳  |
| ۵۱ | محمدحسن انصاری‌فرد     | ایران   | هافبک     | ۱۴۲  |
| ۵۲ | عباس کارگر            | ایران   | مهاجم     | ۱۴۰  |
| ۵۳ | محمدرضا زادمهر        | ایران   | مهاجم     | ۱۴۰  |
| ۵۴ | پژمان نوری            | ایران   | هافبک     | ۱۴۰  |
| ۵۵ | کاظم سیدعلیخانی†      | ایران   | مدافع     | ۱۳۹  |
| ۵۶ | بهزاد داداش زاده      | ایران   | مهاجم     | ۱۳۸  |
| ۵۷ | بیوک وطنخواه          | ایران   | مدافع     | ۱۳۷  |
| ۵۸ | محمدحسین کنعانی‌زادگان | ایران   | مدافع     | ۱۳۷  |
| ۵۹ | محمد انصاری           | ایران   | مدافع     | ۱۳۴  |
| ۶۰ | حسن شیرمحمدی          | ایران   | مهاجم     | ۱۳۳  |
| ۶۱ | ادموند بزیک           | ایران   | مهاجم     | ۱۳۳  |
| ۶۲ | رضا شاهرودی           | ایران   | مدافع     | ۱۳۳  |
| ۶۳ | جواد کاظمیان          | ایران   | مهاجم     | ۱۲۹  |
| ۶۴ | رحیم یوسفی            | ایران   | هافبک     | ۱۲۵  |
| ۶۵ | علیرضا محمد           | ایران   | مدافع     | ۱۱۹  |
| ۶۶ | احمدرضا عابدزاده      | ایران   | دروازه‌بان | ۱۱۸  |
| ۶۷ | اسماعیل حلالی         | ایران   | هافبک     | ۱۱۸  |
| ۶۸ | محسن بنگر             | ایران   | مدافع     | ۱۱۸  |
| ۶۹ | شجاع خلیل‌زاده         | ایران   | مدافع     | ۱۱۷  |
| ۷۰ | ابراهیم اسدی          | ایران   | هافبک     | ۱۱۶  |
| ۷۱ | ایرج سلیمانی†         | ایران   | مهاجم     | ۱۱۵  |
| ۷۲ | مازیار زارع           | ایران   | هافبک     | ۱۱۴  |
| ۷۳ | فریبرز مرادی†         | ایران   | مدافع     | ۱۱۳  |
| ۷۴ | مجتبی شیری            | ایران   | مدافع     | ۱۱۳  |
| ۷۵ | مهدی طارمی            | ایران   | مهاجم     | ۱۱۲  |
| ۷۶ | حمیدرضا علی‌عسگری      | ایران   | مدافع     | ۱۱۰  |
| ۷۷ | مهدی شیری             | ایران   | مدافع     | ۱۱۰  |
| ۷۸ | مهدی عبدی             | ایران   | مهاجم     | ۱۱۰  |
| ۷۹ | عیسی آل‌کثیر           | ایران   | مهاجم     | ۱۱۰  |
| ۸۰ | فرشاد فرجی            | ایران   | مدافع     | ۱۰۹  |
| ۸۱ | مهرداد میناوند†       | ایران   | هافبک     | ۱۰۸  |
| ۸۲ | محراب شاهرخی†         | ایران   | مدافع     | ۱۰۷  |
| ۸۳ | رضا جباری             | ایران   | هافبک     | ۱۰۵  |
| ۸۴ | داوود فنایی           | ایران   | دروازه‌بان | ۱۰۵  |
| ۸۵ | علیرضا امامی‌فر        | ایران   | مدافع     | ۱۰۵  |
| ۸۶ | بشار رسن              | عراق    | هافبک     | ۱۰۴  |
| ۸۷ | محسن مسلمان           | ایران   | هافبک     | ۱۰۳  |
| ۸۸ | حسین کلانی            | ایران   | مهاجم     | ۱۰۱  |
| ۸۹ | محمد دادکان           | ایران   | مدافع     | ۱۰۱  |
| ۹۰ | مرتضی کرمانی‌مقدم      | ایران   | مهاجم     | ۱۰۱  |
| ۹۱ | علیرضا نیکبخت‌واحدی    | ایران   | هافبک     | ۱۰۱  |
| ۹۲ | مهدی مهدوی‌کیا         | ایران   | هافبک     | ۱۰۱  |
| ۹۳ | غلامرضا رضایی         | ایران   | مهاجم     | ۱۰۰  |
| ۹۴ | گئورگی گولسیانی       | گرجستان | مدافع     | ۱۰۰  |

- بازیکنانی که بیش از ۲۰۰ بازی برای پرسپولیس بازی کرده‌اند.
- بازیکنانی که بیش از ۱۰۰ بازی برای پرسپولیس بازی کرده‌اند.

### آمارهای بازیکنان کنونی برای پرسپولیس در تمامی ادوار و رقابتها
تا تاریخ ۲۷ مرداد ۱۴۰۴
| شماره | نام                   | ملیت        | بازی | گل | پاس گل |
| ----- | --------------------- | ----------- | ---- | -- | ------ |
| ۱     | پیام نیازمند          | ایران       | ۰    | ۰  | ۰      |
| ۲     | امید عالیشاه          | ایران       | ۲۸۴  | ۲۵ | ۵۴     |
| ۳     | یعقوب براجعه          | ایران       | ۱۴   | ۱  | ۱      |
| ۴     | میلاد محمدی           | ایران       | ۳۸   | ۰  | ۵      |
| ۶     | محمدحسین کنعانی‌زادگان | ایران       | ۱۳۷  | ۱۲ | ۵      |
| ۷     | سروش رفیعی            | ایران       | ۱۴۳  | ۸  | ۱۷     |
| ۸     | مرتضی پورعلی‌گنجی      | ایران       | ۶۵   | ۲  | ۲      |
| ۹     | علی علیپور            | ایران       | ۲۵۴  | ۸۸ | ۳۷     |
| ۱۰    | میلاد سرلک            | ایران       | ۱۴۳  | ۶  | ۷      |
| ۱۱    | فرشاد احمدزاده        | ایران       | ۱۴۶  | ۱۶ | ۱۶     |
| ۱۴    | علیرضا عنایت‌زاده      | ایران       | ۷    | ۱  | ۰      |
| ۱۷    | مجتبی فخریان          | ایران       | ۰    | ۰  | ۰      |
| ۱۸    | ابوالفضل بابایی       | ایران       | ۱۳   | ۰  | ۱      |
| ۱۹    | وحید امیری            | ایران       | ۲۵۴  | ۲۶ | ۴۳     |
| ۲۱    | محمد عمری             | ایران       | ۵۳   | ۵  | ۳      |
| ۲۲    | امیررضا رفیعی         | ایران       | ۱۱   | ۰  | ۰      |
| ۲۳    | تیوی بیفوما           | جمهوری کنگو | ۰    | ۰  | ۰      |
| ۴۵    | محمدحسین صادقی        | ایران       | ۰    | ۰  | ۰      |
| ۵۵    | حسین ابرقویی          | ایران       | ۰    | ۰  | ۰      |
| ۶۸    | محمد گندمی            | ایران       | ۰    | ۰  | ۰      |
| ۶۹    | محمدامین کاظمیان      | ایران       | ۱    | ۰  | ۰      |
| ۷۰    | اوستون اورونوف        | ازبکستان    | ۴۱   | ۱۲ | ۲      |
| ۷۶    | سهیل صحرایی           | ایران       | ۷    | ۰  | ۱      |
| ۷۷    | محمد خدابنده‌لو        | ایران       | ۴۵   | ۱  | ۳      |
| ۸۰    | یاسین سلمانی          | ایران       | ۱۹   | ۱  | ۰      |
| ۸۱    | رضا شکاری             | ایران       | ۱    | ۰  | ۰      |
| ۸۴    | علیرضا همایی فر       | ایران       | ۰    | ۰  | ۰      |
| ۸۸    | مارکو باکیچ           | مونته‌نگرو   | ۱    | ۰  | ۰      |
| ۹۳    | سرژ اوریه             | ساحل عاج    | ۰    | ۰  | ۰      |

### بیشترین بازی برای پرسپولیس در تاریخلیگ برتر
بازیکنانی که بیش از ۱۰۰ بازی رسمی در لیگ برتر ایران برای پرسپولیس انجام داده‌اند.
تا تاریخ ۲۷ مرداد ۱۴۰۴
| #  | نام                   | سال‌ها                               | بازی |
| -- | --------------------- | ----------------------------------- | ---- |
| ۱  | امید عالیشاه          | ۱۳۹۲–۱۳۹۶ ۱۳۹۷–                     | ۲۱۴  |
| ۲  | سیدجلال حسینی         | ۱۳۹۱–۱۳۹۳ ۱۳۹۵–۱۴۰۱                 | ۱۹۵  |
| ۳  | وحید امیری            | ۱۳۹۵–۱۳۹۷ ۱۳۹۸–                     | ۱۹۰  |
| ۴  | علی علیپور            | ۱۳۹۳–۱۳۹۹ ۱۴۰۳–                     | ۱۸۴  |
| ۵  | کریم باقری            | ۱۳۸۱–۱۳۸۹                           | ۱۷۹  |
| ۶  | کمال کامیابی‌نیا       | ۱۳۹۴–۱۴۰۲                           | ۱۷۶  |
| ۷  | احمد نوراللهی         | ۱۳۹۳–۱۴۰۰                           | ۱۵۶  |
| ۸  | هادی نوروزی           | ۱۳۸۷–۱۳۹۴                           | ۱۵۲  |
| ۹  | حسین بادامکی          | ۱۳۸۵–۱۳۹۱                           | ۱۵۰  |
| ۱۰ | علیرضا بیرانوند       | ۱۳۹۵–۱۳۹۹ ۱۴۰۱–۱۴۰۳                 | ۱۴۴  |
| ۱۱ | محمد نوری             | ۱۳۸۹–۱۳۹۴                           | ۱۳۹  |
| ۱۲ | مهدی ترابی            | ۱۳۹۷–۱۳۹۹ ۱۳۹۹–۱۴۰۳                 | ۱۳۷  |
| ۱۳ | شیث رضایی             | ۱۳۸۲–۱۳۸۷ ۱۳۸۸–۱۳۹۱                 | ۱۲۹  |
| ۱۴ | حسین ماهینی           | ۱۳۹۱–۱۳۹۳ ۱۳۹۴–۱۳۹۸                 | ۱۲۶  |
| ۱۵ | سیامک نعمتی           | ۱۳۹۶–۱۴۰۲                           | ۱۲۱  |
| ۱۶ | علیرضا نورمحمدی       | ۱۳۸۹–۱۳۹۵                           | ۱۲۱  |
| ۱۷ | سپهر حیدری            | ۱۳۸۶–۱۳۹۰                           | ۱۲۱  |
| ۱۸ | پژمان نوری            | ۱۳۸۴–۱۳۸۸                           | ۱۲۱  |
| ۱۹ | جواد کاظمیان          | ۱۳۸۲–۱۳۸۵ ۱۳۹۰–۱۳۹۲                 | ۱۱۴  |
| ۲۰ | فرشاد احمدزاده        | ۱۳۹۱–۱۳۹۲ ۱۳۹۴–۱۳۹۷ ۱۳۹۹–۱۳۹۸ ۱۴۰۳– | ۱۱۱  |
| ۲۱ | میلاد سرلک            | ۱۳۹۹–۱۴۰۳ ۱۴۰۳–                     | ۱۰۹  |
| ۲۲ | سروش رفیعی            | ۱۳۹۵–۱۳۹۶ ۱۳۹۷–۱۳۹۸ ۱۴۰۱–           | ۱۰۶  |
| ۲۳ | محمد انصاری           | ۱۳۹۴–۱۴۰۰                           | ۱۰۶  |
| ۲۴ | ابراهیم اسدی          | ۱۳۷۸–۱۳۸۲ ۱۳۸۳–۱۳۸۶                 | ۱۰۴  |
| ۲۵ | محمدحسین کنعانی‌زادگان | ۱۳۹۰–۱۳۹۲ ۱۳۹۸–۱۴۰۰ ۱۴۰۲–           | ۱۰۱  |

منبع:

### برترین گلزنان
تا تاریخ ۲۷ مرداد ۱۴۰۴
| #  | نام                   | ملیت          | پست   | گل  |
| -- | --------------------- | ------------- | ----- | --- |
| ۱  | فرشاد پیوس            | ایران         | مهاجم | ۱۵۳ |
| ۲  | علی پروین             | ایران         | هافبک | ۹۷  |
| ۳  | علی علیپور            | ایران         | مهاجم | ۸۸  |
| ۴  | همایون بهزادی†        | ایران         | مهاجم | ۸۳  |
| ۵  | صفر ایرانپاک†         | ایران         | مهاجم | ۷۴  |
| ۶  | حسین کلانی            | ایران         | مهاجم | ۷۱  |
| ۷  | ناصر محمدخانی         | ایران         | مهاجم | ۵۹  |
| ۸  | مهدی طارمی            | ایران         | مهاجم | ۵۵  |
| ۹  | کریم باقری            | ایران         | هافبک | ۴۶  |
| ۱۰ | علی دایی              | ایران         | مهاجم | ۴۳  |
| ۱۱ | غلامرضا فتح‌آبادی      | ایران         | مهاجم | ۴۲  |
| ۱۲ | بهزاد داداش‌زاده       | ایران         | هافبک | ۴۲  |
| ۱۳ | محمد نوری             | ایران         | هافبک | ۴۲  |
| ۱۴ | مجتبی محرمی           | ایران         | مدافع | ۴۱  |
| ۱۵ | محمود خوردبین         | ایران         | مهاجم | ۴۰  |
| ۱۶ | ادموند بزیک           | ایران         | مهاجم | ۴۰  |
| ۱۷ | مهدی ترابی            | ایران         | هافبک | ۳۹  |
| ۱۸ | علی کریمی             | ایران         | هافبک | ۳۸  |
| ۱۹ | حمید درخشان           | ایران         | هافبک | ۳۷  |
| ۲۰ | علیرضا نیکبخت‌واحدی    | ایران         | هافبک | ۳۵  |
| ۲۱ | هادی نوروزی†          | ایران         | مهاجم | ۳۵  |
| ۲۲ | جواد کاظمیان          | ایران         | مهاجم | ۳۴  |
| ۲۳ | حسن شیرمحمدی          | ایران         | مهاجم | ۳۲  |
| ۲۴ | مرتضی کرمانی‌مقدم      | ایران         | مهاجم | ۳۲  |
| ۲۵ | عیسی آل‌کثیر           | ایران         | مهاجم | ۳۲  |
| ۲۶ | محسن خلیلی            | ایران         | مهاجم | ۳۰  |
| ۲۷ | اسماعیل حاج‌رحیمی‌پور   | ایران         | هافبک | ۲۸  |
| ۲۸ | مهدی عبدی             | ایران         | مهاجم | ۲۸  |
| ۲۹ | محمدحسن انصاری‌فرد     | ایران         | هافبک | ۲۷  |
| ۳۰ | سهراب انتظاری         | ایران         | مهاجم | ۲۷  |
| ۳۱ | مهدی مهدوی‌کیا         | ایران         | هافبک | ۲۷  |
| ۳۲ | عباس کارگر            | ایران         | هافبک | ۲۶  |
| ۳۳ | رضا جباری             | ایران         | هافبک | ۲۶  |
| ۳۴ | وحید امیری            | ایران         | هافبک | ۲۶  |
| ۳۵ | امید عالیشاه          | ایران         | هافبک | ۲۵  |
| ۳۶ | رضا عابدیان           | ایران         | مهاجم | ۲۴  |
| ۳۷ | علی انصاریان†         | ایران         | مدافع | ۲۴  |
| ۳۸ | کمال کامیابی‌نیا       | ایران         | هافبک | ۲۴  |
| ۳۹ | بهنام سراج            | ایران         | مهاجم | ۲۲  |
| ۴۰ | مهدی هاشمی‌نسب         | ایران         | مدافع | ۲۱  |
| ۴۱ | احمد نوراللهی         | ایران         | هافبک | ۲۱  |
| ۴۲ | محسن عاشوری           | ایران         | هافبک | ۲۰  |
| ۴۳ | بهروز رهبری‌فرد        | ایران         | مدافع | ۲۰  |
| ۴۴ | مهرزاد معدنچی         | ایران         | مهاجم | ۲۰  |
| ۴۵ | گئورگی گولسیانی       | گرجستان       | مدافع | ۲۰  |
| ۴۶ | محمد مایلی‌کهن         | ایران         | هافبک | ۱۹  |
| ۴۷ | رحیم یوسفی            | ایران         | هافبک | ۱۸  |
| ۴۸ | پایان رأفت            | ایران         | مهاجم | ۱۸  |
| ۴۹ | حسین بادامکی          | ایران         | هافبک | ۱۷  |
| ۵۰ | سیامک نعمتی           | ایران         | هافبک | ۱۷  |
| ۵۱ | آلن ویتل              | انگلستان      | هافبک | ۱۶  |
| ۵۲ | علیرضا امامی‌فر        | ایران         | هافبک | ۱۶  |
| ۵۳ | فرشاد احمدزاده        | ایران         | هافبک | ۱۶  |
| ۵۴ | محمدرضا زادمهر        | ایران         | مهاجم | ۱۵  |
| ۵۵ | حسین عبدی             | ایران         | هافبک | ۱۵  |
| ۵۶ | حمید استیلی           | ایران         | هافبک | ۱۵  |
| ۵۷ | مازیار زارع           | ایران         | هافبک | ۱۵  |
| ۵۸ | جمشید شاه محمدی       | ایران         | مهاجم | ۱۴  |
| ۵۹ | گادوین منشأ           | نیجریه        | مهاجم | ۱۴  |
| ۶۰ | مهرداد میناوند†       | ایران         | مدافع | ۱۳  |
| ۶۱ | افشین پیروانی         | ایران         | مدافع | ۱۳  |
| ۶۲ | ابراهیم توره          | سنگال         | مهاجم | ۱۳  |
| ۶۳ | مهرداد اولادی†        | ایران         | مهاجم | ۱۳  |
| ۶۴ | غلامرضا رضایی         | ایران         | مهاجم | ۱۳  |
| ۶۵ | ایرج سلیمانی†         | ایران         | هافبک | ۱۲  |
| ۶۶ | سپهر حیدری            | ایران         | مدافع | ۱۲  |
| ۶۷ | ایمون زاید            | جمهوری ایرلند | مهاجم | ۱۲  |
| ۶۸ | کریم انصاری‌فرد        | ایران         | مهاجم | ۱۲  |
| ۶۹ | شجاع خلیل‌زاده         | ایران         | مدافع | ۱۲  |
| ۷۰ | سیدجلال حسینی         | ایران         | مدافع | ۱۲  |
| ۷۱ | محمدحسین کنعانی‌زادگان | ایران         | مدافع | ۱۲  |
| ۷۲ | اوستون اورونوف        | ازبکستان      | هافبک | ۱۲  |
| ۷۳ | ناظم گنجاپور†         | ایران         | مهاجم | ۱۱  |
| ۷۴ | اصغر ادیبی            | ایران         | هافبک | ۱۱  |
| ۷۵ | رضا وطنخواه           | ایران         | مدافع | ۱۱  |
| ۷۶ | رضا ترابیان           | ایران         | مهاجم | ۱۱  |
| ۷۷ | مجید سبزی†            | ایران         | هافبک | ۱۰  |
| ۷۸ | ضیا عربشاهی           | ایران         | هافبک | ۱۰  |
| ۷۹ | اسماعیل حلالی         | ایران         | هافبک | ۱۰  |
| ۸۰ | حامد کاویانپور        | ایران         | هافبک | ۱۰  |
| ۸۱ | یحیی گل‌محمدی          | ایران         | مدافع | ۱۰  |
| ۸۲ | پژمان نوری            | ایران         | هافبک | ۱۰  |
| ۸۳ | امیرحسین فشنگچی       | ایران         | هافبک | ۱۰  |
| ۸۴ | سعید صادقی            | ایران         | هافبک | ۱۰  |

- بازیکنانی که بیش از ۵۰ گل برای پرسپولیس به ثمر رسانده‌اند.
- بازیکنانی که بیش از ۱۰ گل برای پرسپولیس به ثمر رسانده‌اند.

### بیشترین پاس‌گل
تا تاریخ ۲۷ مرداد ۱۴۰۴
| #  | نام                 | ملیت  | پست   | پاس‌گل |
| -- | ------------------- | ----- | ----- | ----- |
| ۱  | محسن عاشوری         | ایران | هافبک | ۱۴۷   |
| ۲  | علی پروین           | ایران | هافبک | ۷۶    |
| ۳  | امید عالیشاه        | ایران | هافبک | ۵۴    |
| ۴  | مهدی ترابی          | ایران | هافبک | ۵۰    |
| ۵  | ابراهیم آشتیانی†    | ایران | مدافع | ۴۴    |
| ۶  | وحید امیری          | ایران | هافبک | ۴۳    |
| ۷  | علی علیپور          | ایران | مهاجم | ۳۷    |
| ۸  | علی کریمی           | ایران | هافبک | ۲۸    |
| ۹  | حمید درخشان         | ایران | هافبک | ۲۷    |
| ۱۰ | محسن مسلمان         | ایران | هافبک | ۲۷    |
| ۱۱ | هادی نوروزی†        | ایران | مهاجم | ۲۶    |
| ۱۲ | ناصر محمدخانی       | ایران | مهاجم | ۲۵    |
| ۱۳ | مهدی مهدوی‌کیا       | ایران | مدافع | ۲۵    |
| ۱۴ | جواد کاظمیان        | ایران | مهاجم | ۲۵    |
| ۱۵ | مجتبی محرمی         | ایران | مدافع | ۲۴    |
| ۱۶ | حامد کاویانپور      | ایران | هافبک | ۲۳    |
| ۱۷ | حمید استیلی         | ایران | هافبک | ۲۲    |
| ۱۸ | رضا جباری           | ایران | هافبک | ۲۲    |
| ۱۹ | محمدحسن انصاری‌فرد   | ایران | هافبک | ۲۱    |
| ۲۰ | مهدی طارمی          | ایران | مهاجم | ۲۱    |
| ۲۱ | پژمان جمشیدی        | ایران | مدافع | ۱۹    |
| ۲۲ | غلامرضا رضایی       | ایران | مهاجم | ۱۸    |
| ۲۳ | اسماعیل حاج‌رحیمی‌پور | ایران | هافبک | ۱۷    |
| ۲۴ | رضا شاهرودی         | ایران | مدافع | ۱۷    |
| ۲۵ | حسین بادامکی        | ایران | هافبک | ۱۷    |
| ۲۶ | محمد نوری           | ایران | هافبک | ۱۷    |
| ۲۷ | سروش رفیعی          | ایران | هافبک | ۱۷    |
| ۲۸ | محمد مایلی‌کهن       | ایران | مدافع | ۱۶    |
| ۲۹ | حسین عبدی           | ایران | هافبک | ۱۶    |
| ۳۰ | مهرداد میناوند†     | ایران | مدافع | ۱۶    |
| ۳۱ | فرشاد احمدزاده      | ایران | هافبک | ۱۶    |
| ۳۲ | علیرضا امامی‌فر      | ایران | مدافع | ۱۵    |
| ۳۳ | کریم باقری          | ایران | هافبک | ۱۵    |
| ۳۴ | مهراب شاهرخی†       | ایران | مدافع | ۱۴    |
| ۳۵ | علی دایی            | ایران | مهاجم | ۱۴    |
| ۳۶ | احمد نوراللهی       | ایران | هافبک | ۱۴    |
| ۳۷ | حسین کلانی          | ایران | مهاجم | ۱۳    |
| ۳۸ | محمود خوردبین       | ایران | مهاجم | ۱۳    |
| ۳۹ | سیامک نعمتی         | ایران | هافبک | ۱۳    |
| ۴۰ | عیسی آل‌کثیر         | ایران | مهاجم | ۱۳    |
| ۴۱ | اصغر ادیبی          | ایران | هافبک | ۱۲    |
| ۴۲ | فرشاد پیوس          | ایران | مهاجم | ۱۲    |
| ۴۳ | دانیال اسماعیلی‌فر   | ایران | مدافع | ۱۲    |
| ۴۴ | همایون بهزادی†      | ایران | مهاجم | ۱۱    |
| ۴۵ | محمدرضا زادمهر      | ایران | مهاجم | ۱۱    |
| ۴۶ | حسین ماهینی         | ایران | مدافع | ۱۱    |
| ۴۷ | بشار رسن            | عراق  | هافبک | ۱۱    |
| ۴۸ | رامین رضاییان       | ایران | مدافع | ۱۱    |
| ۴۹ | صفر ایرانپاک†       | ایران | مهاجم | ۱۰    |

### آقای گل‌ها
تا تاریخ ۲۵ اردیبهشت ۱۴۰۴
| #  | نام          | فصل     | گل |
| -- | ------------ | ------- | -- |
| ۱  | حسین کلانی   | ۱۳۴۹    | ۷  |
| ۲  | حسین کلانی   | ۱۳۵۰    | ۱۱ |
| ۳  | صفر ایرانپاک | ۱۳۵۰    | ۱۱ |
| ۴  | فرشاد پیوس   | ۷۱–۱۳۷۰ | ۱۱ |
| ۵  | فرشاد پیوس   | ۱۳۷۳    | ۲۰ |
| ۶  | علی دایی     | ۸۳–۱۳۸۲ | ۱۶ |
| ۷  | محسن خلیلی   | ۸۷–۱۳۸۶ | ۱۸ |
| ۸  | مهدی طارمی   | ۹۵–۱۳۹۴ | ۱۶ |
| ۹  | مهدی طارمی   | ۹۶–۱۳۹۵ | ۱۸ |
| ۱۰ | علی علیپور   | ۹۷–۱۳۹۶ | ۱۹ |

منبع:

### برترین گلزنان در تاریخ لیگ برتر
تا تاریخ ۲۵ اردیبهشت ۱۴۰۴
| # | نام          | ملیت  | پست   | گل |
| - | ------------ | ----- | ----- | -- |
| ۱ | علی علیپور   | ایران | مهاجم | ۶۸ |
| ۲ | مهدی طارمی   | ایران | مهاجم | ۴۵ |
| ۳ | جواد کاظمیان | ایران | هافبک | ۳۰ |
| ۴ | کریم باقری   | ایران | هافبک | ۲۹ |
| ۵ | مهدی ترابی   | ایران | مهاجم | ۲۸ |

منبع:

### برترین پاسورهای پرسپولیس در تاریخ لیگ برتر
تا تاریخ ۲۵ اردیبهشت ۱۴۰۴
| # | نام          | ملیت  | پست   | پاس |
| - | ------------ | ----- | ----- | --- |
| ۱ | امید عالیشاه | ایران | هافبک | ۴۵  |
| ۲ | مهدی ترابی   | ایران | هافبک | ۳۸  |
| ۳ | وحید امیری   | ایران | هافبک | ۳۳  |
| ۴ | علی علیپور   | ایران | مهاجم | ۲۸  |
| ۵ | جواد کاظمیان | ایران | مهاجم | ۲۴  |

- لیست بازیکنان بیشترین پاس گل پرسپولیس فقط در مسابقات لیگ برتر خلیج فارس می‌باشد.[۶۴][۶۵]

### باسابقه‌ترین بازیکنان تاریخ پرسپولیس در مسابقات آسیایی
تا تاریخ ۲۹ بهمن ۱۴۰۳
| #  | نام             | ملیت  | پست       | تعداد بازی آسیایی |
| -- | --------------- | ----- | --------- | ----------------- |
| ۱  | علی علیپور      | ایران | مهاجم     | ۴۸                |
| ۲  | وحید امیری      | ایران | هافبک     | ۴۵                |
| ۳  | احمد نوراللهی   | ایران | هافبک     | ۴۳                |
| ۴  | امید عالیشاه    | ایران | هافبک     | ۴۱                |
| ۵  | علیرضا بیرانوند | ایران | دروازه‌بان | ۴۰                |
| ۶  | سیدجلال حسینی   | ایران | مدافع     | ۳۹                |
| ۷  | کمال کامیابی‌نیا | ایران | هافبک     | ۳۸                |
| ۸  | سیامک نعمتی     | ایران | هافبک     | ۳۳                |
| ۹  | شجاع خلیل‌زاده   | ایران | مدافع     | ۳۱                |
| ۱۰ | بشار رسن        | عراق  | هافبک     | ۳۰                |

### بهترین گلزنان تاریخ پرسپولیس در مسابقات آسیایی
تا تاریخ ۲۹ بهمن ۱۴۰۳
| #  | نام           | تعداد گل آسیایی | تعداد بازی آسیایی |
| -- | ------------- | --------------- | ----------------- |
| ۱  | فرشاد پیوس    | ۱۱              | ۱۶                |
| ۲  | علی علیپور    | ۱۱              | ۴۸                |
| ۳  | علی کریمی     | ۱۰              | ۲۶                |
| ۴  | مهدی طارمی    | ۸               | ۱۸                |
| ۵  | گادوین منشأ   | ۷               | ۱۷                |
| ۶  | عیسی آل‌کثیر   | ۶               | ۲۲                |
| ۷  | غلام وفاخواه  | ۵               | ۴                 |
| ۸  | ایمون زاید    | ۵               | ۶                 |
| ۹  | مهدی ترابی    | ۵               | ۲۱                |
| ۱۰ | شجاع خلیل‌زاده | ۵               | ۳۱                |

### باسابقه‌ترین بازیکنان تاریخ پرسپولیس در شهرآورد تهران
تا تاریخ ۹ اسفند ۱۴۰۳
| #  | نام                 | تعداد بازی | شماره دربی                                                                            | تعداد برد |
| -- | ------------------- | ---------- | ------------------------------------------------------------------------------------- | --------- |
| ۱  | علی پروین           | ۲۰         | ۶، ۷، ۸، (۹)، (۱۰)، ۱۲، (۱۳)، ۱۴، ۱۵، (۱۶)، ۱۷، (۱۸)، ۱۹، ۲۰، ۲۱، (۲۲)، ۲۵٬۲۳، ۲۶، ۲۷ | ۶         |
| ۲  | افشین پیروانی       | ۱۸         | ۳۹، ۴۰، ۴۱، ۴۲، (۴۴)، (۴۵)، ۴۶، (۴۷)، ۴۸، (۴۹)، ۵۰، ۵۱، ۵۲، ۵۳، ۵۴، (۵۵)، ۵۶، ۵۷      | ۵         |
| ۳  | امید عالیشاه        | ۱۷         | ۷۹، (۸۰)، (۸۱)، ۸۲، (۸۳)، ۸۴، ۸۹، ۹۳، ۹۶، ۹۷، ۹۸، ۹۹، (۱۰۱)، ۱۰۲، ۱۰۳، (۱۰۴)، (۱۰۵)   | ۶         |
| ۴  | وحید امیری          | ۱۶         | ۸۵، (۸۶)، ۸۷، (۹۱)، ۹۲، ۹۳، ۹۴، (۹۵)، ۹۶، ۹۷، ۹۸، ۹۹، (۱۰۰)، (۱۰۱)، ۱۰۳، (۱۰۴)        | ۶         |
| ۵  | اصغر ادیبی          | ۱۶         | ۱، ۲، ۴، ۶، ۷، ۸، (۹)، (۱۰)، ۱۱، ۱۲، (۱۳)، ۱۴، (۱۶)، ۱۷، (۱۸)، ۲۰                     | ۵         |
| ۶  | ابراهیم آشتیانی †   | ۱۶         | ۱، ۲، ۳، ۴، ۶، ۷، ۸، (۹)، (۱۰)، ۱۲، (۱۳)، ۱۴، ۱۵، ۱۷، (۱۸)، ۱۹                        | ۴         |
| ۷  | بهروز رهبری‌فرد      | ۱۶         | ۳۹، ۴۰، ۴۱، ۴۲، (۴۳)، (۴۴)، (۴۵)، ۴۶، (۴۷)، ۴۸، ۵۰، ۵۲، ۵۳، ۵۴، ۵۸، ۶۰                | ۴         |
| ۸  | کریم باقری          | ۱۵         | ۴۲، ۵۴، (۵۵)، ۵۶، ۵۷، ۵۸، ۵۹، ۶۰، ۶۱، (۶۲)، ۶۳، ۶۵، ۶۶، ۶۸، (۶۹)                      | ۳         |
| ۹  | سیدجلال حسینی       | ۱۵         | ۷۶، ۷۷، ۷۸، ۷۹، ۸۴، ۸۵، (۸۶)، ۸۷، ۸۹، (۹۰)، ۹۲، ۹۳، ۹۴، (۹۵)، ۹۸                      | ۳         |
| ۱۰ | علی علیپور          | ۱۴         | (۸۱)، ۸۲، (۸۳)، ۸۴، ۸۵، (۸۶)، ۸۷، ۸۹، (۹۰)، (۹۱)، ۹۲، ۹۳، (۱۰۴)، (۱۰۵)                | ۷         |
| ۱۱ | احمد نوراللهی       | ۱۴         | (۸۰)، (۸۱)، ۸۲، (۸۳)، ۸۴، ۸۷، ۸۹، (۹۰)، (۹۱)، ۹۲، ۹۳، ۹۴، (۹۵)، ۹۶                    | ۶         |
| ۱۲ | جعفر کاشانی †       | ۱۴         | ۱، ۲، ۳، ۶، ۷، ۸، (۹)، (۱۰)، ۱۲، (۱۳)، ۱۴، ۱۵، (۱۶)، ۲۴                               | ۴         |
| ۱۳ | کمال کامیابی‌نیا     | ۱۴         | ۸۲، ۸۴، (۸۶)، ۸۷، ۸۹، (۹۰)، ۹۲، ۹۳، ۹۴، (۹۵)، ۹۷، ۹۸، ۹۹، (۱۰۱)                       | ۴         |
| ۱۴ | علیرضا بیرانوند     | ۱۳         | ۸۴، ۸۵، (۸۶)، ۸۷، ۸۹، (۹۰)، (۹۱)، ۹۲، ۹۹، (۱۰۰)، (۱۰۱)، ۱۰۲، ۱۰۳                      | ۵         |
| ۱۵ | مهدی ترابی          | ۱۳         | (۹۰)، (۹۱)، ۹۲، ۹۳، (۹۵)، ۹۶، ۹۷، ۹۸، ۹۹، (۱۰۰)، (۱۰۱)، ۱۰۲، ۱۰۳                      | ۵         |
| ۱۶ | اسماعیل حاج‌رحیمی‌پور | ۱۳         | ۸، ۱۱، ۱۲، (۱۳)، ۱۴، ۱۵، (۱۶)، ۱۷، (۱۸)، ۱۹، ۲۰، ۲۱، (۲۲)                             | ۴         |
| ۱۷ | فریدون معینی        | ۱۳         | ۱، ۲، ۳، ۴، ۶، ۷، ۸، (۹)، (۱۰)، ۱۱، ۱۲، (۱۶)، ۱۹                                      | ۳         |
| ۱۸ | رضا وطنخواه         | ۱۳         | ۱، ۲، ۳، ۴، ۷، ۸، (۱۳)، ۱۴، ۱۵، (۱۶)، (۱۸)، ۱۹، ۲۴                                    | ۳         |
| ۱۹ | صفر ایرانپاک †      | ۱۲         | ۶، ۸، (۹)، (۱۰)، ۱۴، ۱۵، (۱۶)، ۱۷، (۱۸)، ۲۰، (۲۲)، ۲۴                                 | ۵         |
| ۲۰ | حسین کلانی          | ۱۲         | ۱، ۲، ۴، ۶، ۷، (۹)، (۱۰)، ۱۲، (۱۳)، ۱۴، ۱۵، (۱۶)                                      | ۴         |
| ۲۱ | محمود خوردبین       | ۱۲         | ۵، ۶، ۸، (۹)، (۱۰)، ۱۱، ۱۵، ۱۹، ۲۱، (۲۲)، ۲۳، ۲۴                                      | ۳         |
| ۲۲ | حسین عبدی           | ۱۲         | (۳۲)، ۳۴، ۳۶، ۳۷، ۳۸، ۳۹، ۴۰، ۴۱، ۴۲، (۴۴)، ۴۶، (۴۷)                                  | ۳         |
| ۲۳ | علی انصاریان†       | ۱۲         | (۴۷)، (۴۹)، ۵۰، ۵۱، ۵۲، ۵۳، ۵۴، (۵۵)، ۵۸، ۵۹، ۶۰، ۶۱                                  | ۳         |
| ۲۴ | فرشاد پیوس          | ۱۲         | (۲۸)، ۲۹، ۳۰، ۳۳، ۳۴، ۳۵، ۳۶، ۳۷، ۳۹، ۴۱، ۴۲، (۴۴)                                    | ۲         |
| ۲۵ | فرشاد فرجی          | ۱۱         | (۹۵)، ۹۶، ۹۷، ۹۸، ۹۹، (۱۰۰)، (۱۰۱)، ۱۰۲، ۱۰۳، (۱۰۴)، (۱۰۵)                            | ۵         |
| ۲۶ | هادی نوروزی†        | ۱۱         | ۶۷، ۶۸، (۶۹)، ۷۰، ۷۱، ۷۲، ۷۳، (۷۵)، ۷۸، (۸۰)، (۸۱)                                    | ۴         |
| ۲۷ | همایون بهزادی†      | ۱۱         | ۱، ۲، ۳، ۶، ۷، ۸، (۹)، (۱۰)، ۱۲، (۱۳)، ۱۴                                             | ۳         |
| ۲۸ | حسین بادامکی        | ۱۱         | (۶۲)، ۶۳، ۶۴، ۶۵، (۶۹)، ۷۰، ۷۱، ۷۲، ۷۳، ۷۴، (۷۵)                                      | ۳         |
| ۲۹ | محمد نوری           | ۱۱         | ۷۰، ۷۱، ۷۲، ۷۴، (۷۵)، ۷۶، ۷۷، ۷۸، ۷۹، (۸۰)، (۸۱)                                      | ۳         |
| ۳۰ | ایرج سلیمانی        | ۱۰         | (۱۰)، ۱۱، ۱۲، (۱۳)، ۱۴، ۱۵، (۱۶)، ۱۷، (۱۸)، ۱۹                                        | ۴         |
| ۳۱ | اسماعیل حلالی       | ۱۰         | (۴۴)، (۴۵)، ۴۶، (۴۷)، ۴۸، (۴۹)، ۵۰، ۵۱، ۵۲، ۵۳                                        | ۴         |
| ۳۲ | حمید استیلی         | ۱۰         | ۳۸، (۴۵)، ۴۶، (۴۷)، ۴۸، (۴۹)، ۵۰، ۵۲، ۵۴، (۵۵)                                        | ۴         |
| ۳۳ | مهدی عبدی           | ۱۰         | (۹۱)، ۹۳، ۹۴، (۹۵)، ۹۶، ۹۷، ۹۸، ۹۹، (۱۰۰)، (۱۰۱)                                      | ۴         |
| ۳۴ | میلاد سرلک          | ۱۰         | ۹۴، (۹۵)، ۹۶، ۹۷، ۹۸، ۹۹، (۱۰۰)، (۱۰۱)، ۱۰۲، (۱۰۵)                                    | ۴         |
| ۳۵ | علی کریمی           | ۱۰         | (۴۵)، (۴۹)، ۵۰، ۵۱، ۶۶، ۶۷، ۷۲، ۷۴، (۷۵)، ۷۶                                          | ۳         |
| ۳۶ | محراب شاهرخی†       | ۱۰         | ۱، ۲، ۳، ۶، ۷، (۹)، (۱۰)، ۱۱، ۱۲، ۱۴                                                  | ۲         |
| ۳۷ | محمد مایلی‌کهن       | ۱۰         | ۲۱، (۲۲)، ۲۳، ۲۵، ۲۶، ۲۷، (۲۸)، ۲۹، ۳۰، ۳۱                                            | ۲         |
| ۳۸ | مرتضی فنونی‌زاده     | ۱۰         | (۲۸)، ۲۹، ۳۰، ۳۱، (۳۲)، ۳۳، ۳۴، ۳۵، ۳۶، ۳۷                                            | ۲         |
| ۳۹ | محمد پنجعلی         | ۱۰         | ۲۳، ۲۵، ۲۶، ۲۷، (۲۸)، (۳۲)، ۳۳، ۳۴، ۳۵، ۳۸                                            | ۲         |
| ۴۰ | شیث رضایی           | ۱۰         | ۵۹، ۶۰، ۶۱، (۶۲)، ۶۳، ۶۴، ۶۵، ۶۸، (۶۹)، ۷۰                                            | ۲         |
| ۴۱ | علیرضا نورمحمدی     | ۱۰         | ۷۰، ۷۱، ۷۲، ۷۳، ۷۴، (۷۵)، ۷۶، ۷۷، (۸۰)، ۸۲                                            | ۲         |
| ۴۲ | حامد کاویانپور      | ۱۰         | ۴۸، (۴۹)، ۵۰، ۵۱، ۵۲، ۵۳، ۵۶، ۵۷، ۶۰، ۶۱                                              | ۱         |

- بازیکنانی که با لباس پرسپولیس در دربی بدون شکست بوده‌اند.
- بازیکنانی که بیش از ۱۰مرتبه در دربی پایتخت برای پرسپولیس بازی کرده‌اند.
- در مجموع ۱۰۵ دربی ثبت شده در تاریخ، پرسپولیس توانسته در دربی‌های شماره ۹، ۱۰، ۱۳، ۱۶، ۱۸، ۲۲، ۲۸، ۳۲، ۴۳، ۴۴، ۴۵، ۴۷، ۴۹، ۵۵، ۶۲، ۶۹، ۷۵، ۸۰، ۸۱، ۸۳، ۸۶، ۸۸، ۹۰، ۹۱، ۹۵، ۱۰۰، ۱۰۱، ۱۰۴ و ۱۰۵ در مجموع ۲۹ بازی، رقیب سنتی خود یعنی استقلال را شکست دهد.
- () شماره دربی‌هایی که بازیکن موردنظر در آن موفق به کسب برد شده است.

### بهترین گلزنان تاریخ پرسپولیس در شهرآورد تهران
تا تاریخ ۹ اسفند ۱۴۰۳
| # | نام             | تعداد گل دربی | تعداد بازی دربی |
| - | --------------- | ------------- | --------------- |
| ۱ | صفر ایرانپاک †  | ۷             | ۱۲              |
| ۲ | حسین کلانی      | ۶             | ۱۲              |
| ۳ | علی علیپور      | ۵             | ۱۴              |
| ۴ | مهدی هاشمی‌نسب   | ۴             | ۶               |
| ۵ | همایون بهزادی † | ۴             | ۱۱              |
| ۶ | ایمون زاید      | ۳             | ۱               |
| ۷ | هادی نوروزی †   | ۳             | ۱۱              |
| ۸ | فرشاد پیوس      | ۳             | ۱۲              |
| ۹ | امید عالیشاه    | ۳             | ۱۷              |

### تمامی حضور بازیکنان خارجی
تا تاریخ ۲۷ مرداد ۱۴۰۴
| #  | نام                    | ملیت                             | پست       | بازی |
| -- | ---------------------- | -------------------------------- | --------- | ---- |
| ۱  | بشار رسن               | عراق                             | هافبک     | ۱۰۴  |
| ۲  | گئورگی گولسیانی        | گرجستان                          | مدافع     | ۱۰۰  |
| ۳  | نیلسون کوریا جونیور    | برزیل                            | دروازه‌بان | ۷۳   |
| ۴  | گادوین منشأ            | نیجریه                           | مهاجم     | ۶۳   |
| ۵  | مایکل اومانیا          | کاستاریکا                        | مدافع     | ۵۱   |
| ۶  | تیاگو آلوز فراگا       | برزیل                            | هافبک     | ۴۸   |
| ۷  | بوژیدار رادوشویچ       | کرواسی                           | دروازه‌بان | ۴۲   |
| ۸  | وحدت حنانوف            | تاجیکستان                        | مدافع     | ۴۲   |
| ۹  | اوستون اورونوف         | ازبکستان                         | هافبک     | ۴۱   |
| ۱۰ | ژاک الونگ الونگ†       | کامرون                           | هافبک     | ۳۸   |
| ۱۱ | الکسیس گندوز           | الجزایر                          | دروازه‌بان | ۳۷   |
| ۱۲ | آلن ویتل               | انگلستان                         | مهاجم     | ۳۴   |
| ۱۳ | ایوان پتروویچ          | صربستان                          | هافبک     | ۳۳   |
| ۱۴ | اشپیتیم آرفی           | جمهوری فدرال سوسیالیستی یوگسلاوی | مهاجم     | ۳۲   |
| ۱۵ | ابراهیم توره           | سنگال                            | مهاجم     | ۳۱   |
| ۱۶ | روبرت ساها             | جمهوری چک                        | مدافع     | ۳۱   |
| ۱۷ | ساشا ایلیچ             | مقدونیه شمالی                    | دروازه‌بان | ۳۱   |
| ۱۸ | ایوب العملود           | مراکش                            | مدافع     | ۲۵   |
| ۱۹ | هوار ملا محمد          | عراق                             | هافبک     | ۲۳   |
| ۲۰ | ایمون زاید             | جمهوری ایرلند                    | مهاجم     | ۲۱   |
| ۲۱ | جری بنگتسون            | هندوراس                          | مهاجم     | ۲۱   |
| ۲۲ | لوکا ماریچ             | کرواسی                           | مدافع     | ۲۱   |
| ۲۳ | عیسی ترائوره           | مالی                             | هافبک     | ۲۰   |
| ۲۴ | ماریو بودیمیر          | کرواسی                           | مهاجم     | ۱۸   |
| ۲۵ | عبدالکریم حسن          | قطر                              | مدافع     | ۱۵   |
| ۲۶ | لوکاس ژوآئو            | آنگولا                           | مهاجم     | ۱۵   |
| ۲۷ | سردار دورسون           | ترکیه                            | مهاجم     | ۱۵   |
| ۲۸ | وسلی برازیلیا          | برزیل                            | مهاجم     | ۱۴   |
| ۲۹ | ایلیا پروسکی           | مقدونیه شمالی                    | مدافع     | ۱۳   |
| ۳۰ | فرناندو گابریل         | برزیل                            | هافبک     | ۱۳   |
| ۳۱ | ماته دراگه‌چوویچ        | کرواسی                           | مهاجم     | ۱۲   |
| ۳۲ | ولاتکو گروزدانوسکی     | مقدونیه شمالی                    | هافبک     | ۱۲   |
| ۳۳ | سامبو چوجی             | نیجریه                           | مهاجم     | ۱۲   |
| ۳۴ | ممدو تال               | بورکینافاسو                      | مدافع     | ۱۲   |
| ۳۵ | وولودیمیر پریموف       | اوکراین                          | مهاجم     | ۱۱   |
| ۳۶ | شرزود تمیروف           | ازبکستان                         | مهاجم     | ۱۱   |
| ۳۷ | لئاندرو پریرا          | برزیل                            | مهاجم     | ۱۱   |
| ۳۸ | نبیل باهویی            | سوئد                             | مهاجم     | ۱۱   |
| ۳۹ | مارکو پروویچ           | صربستان                          | هافبک     | ۱۰   |
| ۴۰ | فرانک آتسو             | توگو                             | مدافع     | ۱۰   |
| ۴۱ | کریستین اوساگونا       | نیجریه                           | مهاجم     | ۱۰   |
| ۴۲ | زیاد شعبو              | سوریه                            | مهاجم     | ۹    |
| ۴۳ | شیخ دیاباته            | مالی                             | مهاجم     | ۹    |
| ۴۴ | یورگن لوکادیا          | هلند                             | مهاجم     | ۹    |
| ۴۵ | لوی صلاح حسن           | عراق                             | مهاجم     | ۸    |
| ۴۶ | پائولو دی کارمو        | برزیل                            | مهاجم     | ۸    |
| ۴۷ | الکساندر لوبانوف       | ازبکستان                         | دروازه‌بان | ۸    |
| ۴۸ | آسمیر آودوکیچ          | بوسنی و هرزگوین                  | دروازه‌بان | ۷    |
| ۴۹ | رافائل ادرهو           | نیجریه                           | مهاجم     | ۶    |
| ۵۰ | سکو برت                | مالی                             | مدافع     | ۶    |
| ۵۱ | جونیور براندائو        | برزیل                            | مهاجم     | ۶    |
| ۵۲ | بیلی مک‌کلور            | نیوزیلند                         | هافبک     | ۵    |
| ۵۳ | ژوزه تادئو مورو ژونیور | برزیل                            | مهاجم     | ۵    |
| ۵۴ | طارق جبان              | سوریه                            | مدافع     | ۵    |
| ۵۵ | منوچهر صفروف           | تاجیکستان                        | مدافع     | ۵    |
| ۵۶ | اولکسی پولیانسکی       | اوکراین                          | مدافع     | ۴    |
| ۵۷ | روبرتو ده سوسا رزنده   | برزیل                            | هافبک     | ۳    |
| ۵۸ | آنتونی استوکس          | جمهوری ایرلند                    | مهاجم     | ۳    |
| ۵۹ | خورخه گائونا آراندا    | پاراگوئه                         | هافبک     | ۲    |
| ۶۰ | مارکو باکیچ            | مونته‌نگرو                        | هافبک     | ۱    |
| ۶۱ | خوزه آنتونی تورس       | پاناما                           | مدافع     | ۱    |
| ۶۲ | مارکو شپانوویچ         | مونته‌نگرو                        | هافبک     | ۱    |
| ۶۳ | تیوی بیفوما            | جمهوری کنگو                      | هافبک     | ۰    |
| ۶۴ | سرژ اوریه              | ساحل عاج                         | مدافع     | ۰    |

### تمامی گلزنان خارجی
تا تاریخ ۲۷ مرداد ۱۴۰۴
| #  | نام                    | ملیت                             | پست   | گل |
| -- | ---------------------- | -------------------------------- | ----- | -- |
| ۱  | گئورگی گولسیانی        | گرجستان                          | مدافع | ۲۰ |
| ۲  | آلن ویتل               | انگلستان                         | مهاجم | ۱۶ |
| ۳  | گادوین منشأ            | نیجریه                           | مهاجم | ۱۴ |
| ۴  | ابراهیم توره           | سنگال                            | مهاجم | ۱۳ |
| ۵  | ایمون زاید             | جمهوری ایرلند                    | مهاجم | ۱۲ |
| ۶  | اوستون اورونوف         | ازبکستان                         | هافبک | ۱۲ |
| ۷  | اشپیتیم آرفی           | جمهوری فدرال سوسیالیستی یوگسلاوی | مهاجم | ۹  |
| ۸  | جری بنگستون            | هندوراس                          | مهاجم | ۷  |
| ۹  | یورگن لوکادیا          | هلند                             | مهاجم | ۶  |
| ۱۰ | هوار ملا محمد          | عراق                             | هافبک | ۶  |
| ۱۱ | بشار رسن               | عراق                             | هافبک | ۵  |
| ۱۲ | سردار دورسون           | ترکیه                            | مهاجم | ۵  |
| ۱۳ | تیاگو آلوز فراگا       | برزیل                            | هافبک | ۴  |
| ۱۴ | شیخ دیاباته            | مالی                             | مهاجم | ۳  |
| ۱۵ | زیاد شعبو              | سوریه                            | مهاجم | ۳  |
| ۱۶ | ماته دراگه‌چوویچ        | کرواسی                           | مهاجم | ۳  |
| ۱۷ | عیسی ترائوره           | مالی                             | هافبک | ۳  |
| ۱۸ | لوی صلاح حسن           | عراق                             | مهاجم | ۲  |
| ۱۹ | مارکو پروویچ           | صربستان                          | هافبک | ۲  |
| ۲۰ | ولاتکو گروزدانوسکی     | مقدونیه شمالی                    | هافبک | ۲  |
| ۲۱ | وسلی برازیلیا          | برزیل                            | مهاجم | ۲  |
| ۲۲ | ماریو بودیمیر          | کرواسی                           | مهاجم | ۲  |
| ۲۳ | بیلی مک‌کلور            | نیوزیلند                         | هافبک | ۱  |
| ۲۴ | ژوزه تادئو مورو ژونیور | برزیل                            | مهاجم | ۱  |
| ۲۵ | رافائل ادرهو           | نیجریه                           | مهاجم | ۱  |
| ۲۶ | دی کارمو               | برزیل                            | مهاجم | ۱  |
| ۲۷ | کریستین اوساگونا       | نیجریه                           | مهاجم | ۱  |
| ۲۸ | وولودیمیر پریموف       | اوکراین                          | مهاجم | ۱  |
| ۲۹ | سامبو چوجی             | نیجریه                           | مهاجم | ۱  |
| ۳۰ | روبرت ساها             | جمهوری چک                        | مدافع | ۱  |
| ۳۱ | ایوان پتروویچ          | صربستان                          | هافبک | ۱  |
| ۳۲ | شرزود تمیروف           | ازبکستان                         | مهاجم | ۱  |
| ۳۳ | لئاندرو پریرا          | برزیل                            | مهاجم | ۱  |
| ۳۴ | وحدت حنانوف            | تاجیکستان                        | مدافع | ۱  |
| ۳۵ | نبیل باهویی            | سوئد                             | مهاجم | ۱  |
| ۳۶ | ایوب العملود           | مراکش                            | مدافع | ۱  |
| ۳۷ | لوکاس ژوآئو            | آنگولا                           | مهاجم | ۱  |

### باسابقه‌ترین دروازه‌بانان تاریخ پرسپولیس
تا تاریخ ۲۵ اردیبهشت ۱۴۰۴
| #  | نام              | سال‌های حضور         | تعداد بازی | گل‌خورده | کلین‌شیت |
| -- | ---------------- | ------------------- | ---------- | ------- | ------- |
| ۱  | علیرضا بیرانوند  | ۱۳۹۵–۱۳۹۹ ۱۴۰۱–۱۴۰۳ | ۱۹۹        | ۱۲۴     | ۱۱۲     |
| ۲  | وحید قلیچ        | ۱۳۵۹–۱۳۷۱           | ۱۸۵        | ۱۰۵     | ۹۲      |
| ۳  | احمدرضا عابدزاده | ۱۳۷۳–۱۳۸۰           | ۱۱۸        | ۸۰      | ۶۴      |
| ۴  | داوود فنایی      | ۱۳۷۷–۱۳۸۲ ۱۳۸۳–۱۳۸۵ | ۱۰۵        | ۸۹      | ۴۲      |
| ۵  | علیرضا حقیقی     | ۱۳۸۵–۱۳۹۱ ۱۳۹۲–۱۳۹۳ | ۹۵         | ۱۰۲     | ۳۰      |
| ۶  | بهرام مودت       | ۱۳۵۲–۱۳۵۵           | ۸۷         | ۴۶      | ۴۸      |
| ۷  | بهروز سلطانی     | ۱۳۶۱–۱۳۶۸           | ۸۲         | ۴۵      | ۴۷      |
| ۸  | نیلسون کوریا     | ۱۳۹۱–۱۳۹۳           | ۷۳         | ۵۱      | ۳۵      |
| ۹  | حامد لک          | ۱۳۹۹–۱۴۰۱           | ۷۲         | ۴۳      | ۳۸      |
| ۱۰ | فرشید کریمی      | ۱۳۷۹–۱۳۸۷           | ۶۰         | ۶۶      | ۲۰      |

### پرافتخارترین بازیکنان تاریخ پرسپولیس
تا تاریخ ۲۵ اردیبهشت ۱۴۰۴
| #  | نام              | لیگ ایران | حذفی ایران | سوپرجام ایران | لیگ ۲ آسیا | لیگ تهران | حذفی تهران | مجموع |
| -- | ---------------- | --------- | ---------- | ------------- | ---------- | --------- | ---------- | ----- |
| ۱  | امید عالیشاه     | ۶         | ۲          | ۵             | ۰          | ۰         | ۰          | ۱۳    |
| ۲  | کمال کامیابی‌نیا  | ۶         | ۲          | ۵             | ۰          | ۰         | ۰          | ۱۳    |
| ۳  | حسین عبدی        | ۴         | ۳          | ۰             | ۱          | ۴         | ۱          | ۱۳    |
| ۴  | علیرضا بیرانوند  | ۶         | ۲          | ۴             | ۰          | ۰         | ۰          | ۱۲    |
| ۵  | سیامک نعمتی      | ۵         | ۲          | ۵             | ۰          | ۰         | ۰          | ۱۲    |
| ۶  | وحید امیری       | ۶         | ۱          | ۴             | ۰          | ۰         | ۰          | ۱۱    |
| ۷  | فریبرز مرادی †   | ۰         | ۲          | ۰             | ۱          | ۶         | ۲          | ۱۱    |
| ۸  | سیدجلال حسینی    | ۵         | ۱          | ۴             | ۰          | ۰         | ۰          | ۱۰    |
| ۹  | احمد نوراللهی    | ۵         | ۱          | ۴             | ۰          | ۰         | ۰          | ۱۰    |
| ۱۰ | مهدی ترابی       | ۵         | ۲          | ۳             | ۰          | ۰         | ۰          | ۱۰    |
| ۱۱ | محمد انصاری      | ۵         | ۱          | ۴             | ۰          | ۰         | ۰          | ۱۰    |
| ۱۲ | بوژیدار رادوشویچ | ۵         | ۱          | ۴             | ۰          | ۰         | ۰          | ۱۰    |
| ۱۳ | فرشاد پیوس       | ۲         | ۲          | ۰             | ۱          | ۴         | ۱          | ۱۰    |
| ۱۴ | محسن عاشوری      | ۲         | ۲          | ۰             | ۱          | ۴         | ۱          | ۱۰    |
| ۱۵ | محمد پنجعلی      | ۰         | ۲          | ۰             | ۱          | ۵         | ۲          | ۱۰    |
| ۱۶ | وحید قلیچ        | ۰         | ۱          | ۰             | ۱          | ۶         | ۲          | ۱۰    |

### پرافتخارترین سرمربیان تاریخ پرسپولیس
تا تاریخ ۲۵ اردیبهشت ۱۴۰۴
| # | نام                | لیگ ایران | حذفی ایران | سوپرجام ایران | لیگ ۲ آسیا | لیگ تهران | حذفی تهران | مجموع |
| - | ------------------ | --------- | ---------- | ------------- | ---------- | --------- | ---------- | ----- |
| ۱ | علی پروین          | ۳         | ۳          | ۰             | ۱          | ۶         | ۲          | ۱۵    |
| ۲ | برانکو ایوانکوویچ  | ۳         | ۱          | ۳             | ۰          | ۰         | ۰          | ۷     |
| ۳ | یحیی گل‌محمدی       | ۳         | ۱          | ۲             | ۰          | ۰         | ۰          | ۶     |
| ۴ | آلن راجرز          | ۲         | ۰          | ۰             | ۰          | ۰         | ۰          | ۲     |
| ۵ | استانکو پوکله‌پوویچ | ۲         | ۰          | ۰             | ۰          | ۰         | ۰          | ۲     |
| ۶ | علی دایی           | ۰         | ۲          | ۰             | ۰          | ۰         | ۰          | ۲     |

## مدیران باشگاه
| #  | نام               | از             | تا             |
| -- | ----------------- | -------------- | -------------- |
| ۱  | علی عبده          | دی ۱۳۴۲        | ۱۳۵۲           |
| ۲  | مصطفی مکری        | ۱۳۵۲           | ۱۳۵۷           |
| ۳  | عباس وکیل         | ۱۳۵۸           | دهه ۱۳۶۰       |
| ۴  | عباس گلیجانی      | دهه ۱۳۶۰       | دهه ۱۳۶۰       |
| ۵  | عباس انصاری‌فرد    | ۱۳۶۹ مهر ۱۳۸۰  | ۱۳۷۲ ۱۳۸۱      |
| ۶  | امیر عابدینی      | ۱۳۷۲           | ۱۳۸۰           |
| ۷  | علی میرزایی       | مهر ۱۳۸۱       | ۱۳۸۲           |
| ۸  | علی پروین         | ۱۳۸۲           | ۱۳۸۲           |
| ۹  | اکبر غمخوار       | مرداد ۱۳۸۲     | تیر ۱۳۸۳       |
| ۱۰ | حجت‌الله خطیب      | تیر ۱۳۸۳       | دی ۱۳۸۴        |
| ۱۱ | محمدحسن انصاری‌فرد | دی ۱۳۸۴        | تیر ۱۳۸۶       |
| ۱۲ | حبیب کاشانی       | تیر ۱۳۸۶       | تیر ۱۳۸۷       |
| ۱۳ | داریوش مصطفوی     | تیر ۱۳۸۷       | دی ۱۳۸۷        |
| ۱۴ | عباس انصاری‌فرد    | دی ۱۳۸۷        | ۱۱ مهر ۱۳۸۸    |
| ۱۵ | حبیب کاشانی       | ۱۱ مهر ۱۳۸۸    | شهریور ۱۳۹۰    |
| ۱۶ | محمد رویانیان     | ۱۱ شهریور ۱۳۹۰ | بهمن ۱۳۹۲      |
| ۱۷ | علی پروین         | بهمن ۱۳۹۲      | اردیبهشت ۱۳۹۳  |
| ۱۸ | علیرضا رحیمی      | اردیبهشت ۱۳۹۳  | شهریور ۱۳۹۳    |
| ۱۹ | بهروز منتقمی      | شهریور ۱۳۹۳    | اذر ۱۳۹۳       |
| ۲۰ | حمیدرضا سیاسی     | اذر ۱۳۹۳       | دی ۱۳۹۳        |
| ۲۱ | علی‌اکبر طاهری     | دی ۱۳۹۳        | بهمن ۱۳۹۳      |
| ۲۲ | محمدحسین نژادفلاح | بهمن ۱۳۹۳      | خرداد ۱۳۹۴     |
| ۲۳ | علی‌اکبر طاهری     | ۲۷ خرداد ۱۳۹۴  | ۱۳ آبان ۱۳۹۶   |
| ۲۴ | حمیدرضا گرشاسبی   | ۱۴ آبان ۱۳۹۶   | ۲۰ آذر ۱۳۹۷    |
| ۲۵ | ایرج عرب          | ۲۰ آذر ۱۳۹۷    | ۵ شهریور ۱۳۹۸  |
| ۲۶ | محمدحسن انصاری‌فرد | ۵ شهریور ۱۳۹۸  | ۲۰ اسفند ۱۳۹۸  |
| ۲۷ | مهدی رسول پناه    | ۲۱ اسفند ۱۳۹۸  | ۸ آبان ۱۳۹۹    |
| ۲۸ | جعفر سمیعی        | ۸ آبان ۱۳۹۹    | ۱۶ شهریور ۱۴۰۰ |
| ۲۹ | مجید صدری         | ۱۶ شهریور ۱۴۰۰ | ۲۱ دی ۱۴۰۰     |
| ۳۰ | رضا درویش         | ۲۳ دی ۱۴۰۰     |                |

## مربیان پیشین
|     | مربی            | کشور               | سال       |
| --- | --------------- | ------------------ | --------- |
| ۱   | رجبعلی فرامرزی† | ایران              | ۱۳۴۷–۱۳۴۲ |
| ۲   | پرویز دهداری†   | ایران              | ۱۳۴۸–۱۳۴۷ |
| (۱) | رجبعلی فرامرزی† | ایران              | ۱۳۴۸      |
| ۳   | حسین فکری†      | ایران              | ۱۳۵۰–۱۳۴۹ |
| ۴   | آلن راجرز       | انگلستان           | ۱۳۵۳–۱۳۵۰ |
| ۵   | همایون بهزادی†  | ایران              | ۱۳۵۴–۱۳۵۳ |
| ۶   | بیوک وطنخواه    | ایران              | ۱۳۵۴      |
| ۷   | ایوان کونوف†    | اتحاد جماهیر شوروی | ۱۳۵۵      |
| ۸   | منصور امیرآصفی† | ایران              | ۱۳۵۶–۱۳۵۵ |
| ۹   | پرویز قلیچ‌خانی  | ایران              | ۱۳۵۶      |
| ۱۰  | محراب شاهرخی†   | ایران · ایران      | ۱۳۶۰–۱۳۵۶ |

|      | مربی                | کشور   | سال       |
| ---- | ------------------- | ------ | --------- |
| ۱۱   | علی پروین           | ایران  | ۱۳۶۷–۱۳۶۰ |
| ۱۲   | مسعود معینی         | ایران  | ۱۳۶۷      |
| (۱۱) | علی پروین           | ایران  | ۱۳۷۲–۱۳۶۷ |
| ۱۳   | محمود خوردبین       | ایران  | ۱۳۷۲      |
| ۱۴   | محمد پنجعلی         | ایران  | ۱۳۷۲      |
| ۱۵   | ولادیسلاو بگوویچ    | کرواسی | ۱۳۷۳      |
| ۱۶   | حمید درخشان         | ایران  | ۱۳۷۳      |
| ۱۷   | هانس یورگن گده      | آلمان  | ۱۳۷۴      |
| ۱۸   | استانکو پوکله‌پوویچ† | کرواسی | ۱۳۷۶–۱۳۷۴ |
| ۱۹   | محسن عاشوری         | ایران  | ۱۳۷۶      |
| (۱۶) | حمید درخشان         | ایران  | ۱۳۷۶      |

|      | مربی            | کشور                        | سال       |
| ---- | --------------- | --------------------------- | --------- |
| ۲۰   | ایوان متکوویچ   | کرواسی                      | ۱۳۷۶–۱۳۷۷ |
| (۱۱) | علی پروین       | ایران                       | ۱۳۸۲–۱۳۷۷ |
| ۲۱   | وینگو بگوویچ    | کرواسی                      | ۱۳۸۳–۱۳۸۲ |
| ۲۲   | راینر زوبل      | آلمان                       | ۱۳۸۴–۱۳۸۳ |
| (۱۱) | علی پروین       | ایران                       | ۱۳۸۴      |
| ۲۳   | آری هان         | هلند                        | ۱۳۸۵–۱۳۸۴ |
| ۲۴   | مصطفی دنیزلی    | ترکیه                       | ۱۳۸۶–۱۳۸۵ |
| ۲۵   | افشین قطبی      | ایران · ایالات متحده آمریکا | ۱۳۸۷–۱۳۸۶ |
| ۲۶   | افشین پیروانی   | ایران                       | ۱۳۸۷      |
| ۲۷   | نلو وینگادا     | پرتغال                      | ۱۳۸۸–۱۳۸۷ |
| ۲۸   | زلاتکو کرانچار† | کرواسی                      | ۱۳۸۸      |

|      | مربی              | کشور     | سال       |
| ---- | ----------------- | -------- | --------- |
| ۲۹   | علی دایی          | ایران    | ۱۳۸۸–۱۳۹۰ |
| ۳۰   | حمید استیلی       | ایران    | ۱۳۹۰      |
| (۱۹) | محسن عاشوری       | ایران    | ۱۳۹۰      |
| (۲۴) | مصطفی دنیزلی      | ترکیه    | ۱۳۹۱–۱۳۹۰ |
| ۳۱   | مانوئل ژوزه       | پرتغال   | ۱۳۹۱      |
| ۳۲   | یحیی گل‌محمدی      | ایران    | ۱۳۹۲–۱۳۹۱ |
| (۲۹) | علی دایی          | ایران    | ۱۳۹۲–۱۳۹۳ |
| (۱۶) | حمید درخشان       | ایران    | ۱۳۹۳–۱۳۹۴ |
| ۳۳   | برانکو ایوانکوویچ | کرواسی   | ۱۳۹۴–۱۳۹۸ |
| ۳۴   | گابریل کالدرون    | آرژانتین | ۱۳۹۸      |
| (۳۲) | یحیی گل‌محمدی      | ایران    | ۱۳۹۸–۱۴۰۲ |

|    | مربی               | کشور    | سال       |
| -- | ------------------ | ------- | --------- |
| ۳۵ | اوسمار ویرا        | برزیل   | ۱۴۰۲–۱۴۰۳ |
| ۳۶ | خوان کارلوس گاریدو | اسپانیا | ۱۴۰۳      |
| ۳۷ | اسماعیل کارتال     | ترکیه   | ۱۴۰۳–۱۴۰۴ |
| ۳۸ | وحید هاشمیان       | ایران   | ۱۴۰۴      |

یحیی گل‌محمدی در رده دوم امتیازآورترین مربیان تاریخ لیگ برتر قرار گرفته است.
اوسمار ویرا سرمربی برزیلی سابق پرسپولیس در لیگ برتر با ۲٫۴۷ امتیاز از هر بازی بهترین میانگین امتیازی تاریخ باشگاه را در اختیار دارد.

## آمار مربیان

### باسابقه‌ترین مربی و پرافتخارترین مربیان ایرانی و خارجی باشگاه پرسپولیس در فوتبال ایران و آسیا
علی پروین با ۴۶۷ بار مربی‌گری و ۲۹۱ برد باسابقه‌ترین مربی تاریخ پرسپولیس است. هم چنین علی پروین در دوران ۱۸ ساله خود در باشگاه پرسپولیس و ۴۶۷ بار مربیگری در باشگاه پرسپولیس با کسب ۱۵ جام (۳ قهرمانی لیگ ایران، ۳ قهرمانی جام حذفی ایران، ۶ قهرمانی جام باشگاه‌های تهران، ۲ قهرمانی جام حذفی تهران، ۱ قهرمانی جام برندگان جام آسیا) پرافتخارترین مربی ایرانی و موفق‌ترین مربی تاریخ باشگاه پرسپولیس است. هم چنین یحیی گل محمدی در دوران ۴ ساله خود در باشگاه پرسپولیس با ۱۷۹ بار مربیگری و ۱۰۷ برد در باشگاه پرسپولیس با کسب ۶ جام (۳ قهرمانی لیگ ایران، ۲ قهرمانی سوپر جام ایران، ۱ قهرمانی  جام حذفی ایران) جزو پر افتخارترین مربیان ایرانی تاریخ باشگاه پرسپولیس می‌باشد. برانکو ایوانکوویچ نیز در دوران ۴ ساله خود در باشگاه پرسپولیس با ۱۷۵ بار مربیگری و ۹۹ برد در باشگاه پرسپولیس با کسب ۷ جام (۳ قهرمانی لیگ ایران، ۳ قهرمانی سوپر جام ایران، ۱ قهرمانی جام حذفی ایران) پر افتخارترین مربی خارجی تاریخ باشگاه پرسپولیس در ایران است. هم چنین علی پروین با کسب (۱ قهرمانی و ۱ نایب قهرمانی جام برندگان جام آسیا ۱۹۹۱، ۱۹۹۳ و ۲ عنوان سومی جام باشگاه‌های آسیا ۲۰۰۰، ۲۰۰۱) و برانکو ایوانکوویچ با کسب (۱ نایب قهرمانی لیگ قهرمانان آسیا ۲۰۱۸) و یحیی گل محمدی با کسب (۱ نایب قهرمانی لیگ قهرمانان آسیا ۲۰۲۰) و استانکو پوکله پوویچ با کسب (۱ عنوان سومی جام باشگاه‌های آسیا ۱۹۹۷) پر افتخارترین مربیان تاریخ باشگاه پرسپولیس در تورنمنت‌های مختلف اسیایی می‌باشند.

## تماشاگران

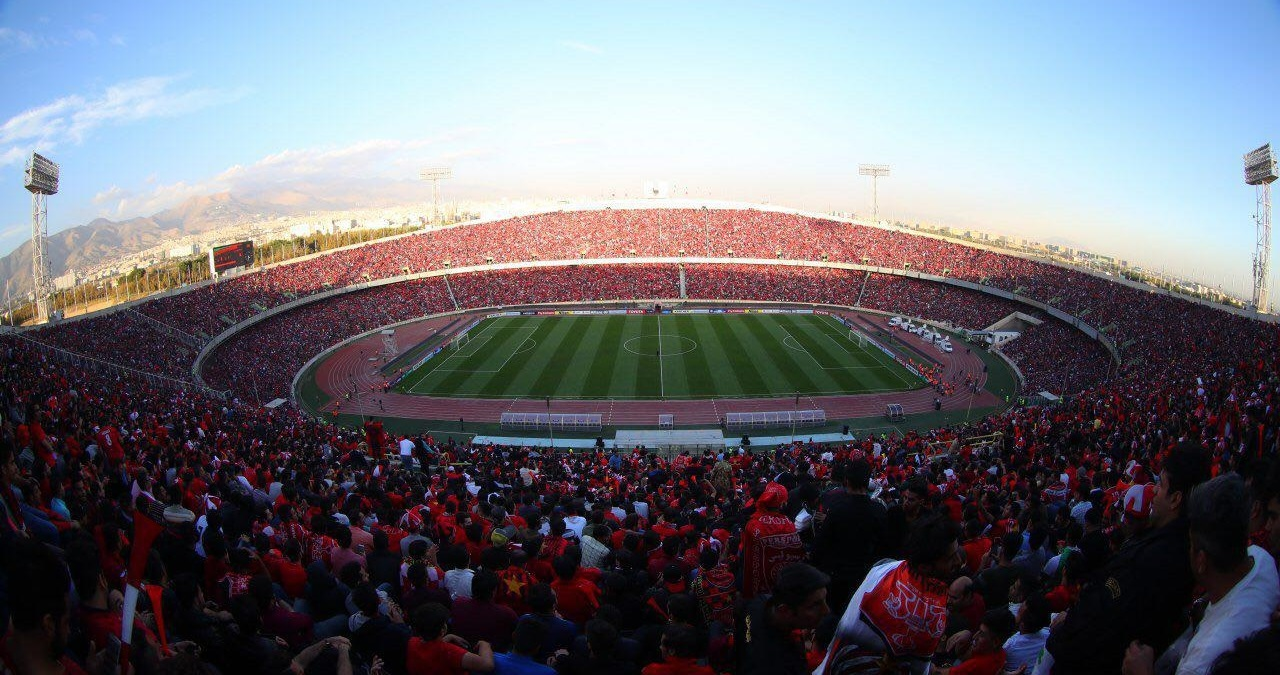
هواداران پرسپولیس در ورزشگاه آزادی

### پنج بازی پرتماشاگرپرسپولیسدر مسابقات آسیایی
دیدار پرسپولیس برابر باشگاه النصر عربستان سعودی و الهلال عربستان و بنیادکار ازبکستان با حضور بیش از ۱۰۰ هزار تماشاگر رکورد تازه‌ای از نظر شمار تماشاگران از آغاز بنیادگذاری لیگ قهرمانان آسیا برجای گذاشت. پرسپولیس در این دیدار رکورد پیشین خودش را که با حضور ۹۶ هزار و ۲۰۰ نفر (۹۶٫۲۰۰) که در تاریخ ۲۸ فروردین ۱۳۹۱ در دیدار با الغرافه قطر ثبت شده بود، بهبود بخشید؛ و دیدار پرسپولیس برابر باشگاه کاشیما انتلرز ژاپن یکی از پر تماشاگرترین فینال تاریخ لیگ قهرمانان آسیا بود که در ۱۹ آبان ۱۳۹۷ با حضور بیش از ۱۰۰ هزار تماشاگر به ثبت رسید. پیش از بازی با الغرافه هم پرسپولیس همچنان رکورددار حضور تماشاگر بود که با (۹۵٫۲۲۵) نفر تماشاگر در بازی برابر بنیادکار ازبکستان در ۶ خرداد ۱۳۸۸ ثبت شده بود که پرسپولیس در آن تاریخ رکورد باشگاه اوراوارد دیاموندز را شکسته بود.هم چنین دیدار پرسپولیس در برابر باشگاه الشباب امارات در لیگ قهرمانان آسیا ۲۰۱۲ و باشگاه المحرق بحرین در جام برندگان جام آسیا ۱۹۹۱ که به ترتیب در ورزشگاه آزادی تهران با حضور بیش از (۸۲٫۷۰۰) و ۱۰۰ هزار تماشاگر برگزار شده جز مسابقات پرتماشاگر باشگاه پرسپولیس در تورنمنت‌های مختلف اسیایی محسوب می‌شود.

## رکوردهای کلین‌شیت
در تاریخ باشگاه
- رکورد حفظ دروازه در ایران متعلق به بهرام مودت، دروازه‌بان وقت پرسپولیس است که در لیگ‌های سراسری موفق شده۸۴۴ دقیقه دروازه خود را بسته نگاه دارد.[۵] مودت در جریان مسابقات لیگ سوم تخت‌جمشید در سال ۱۳۵۴ ٬از اوایل مسابقه با ذوب‌آهن در روز ۱۹ اردیبهشت ۱۳۵۴ تا روز ۲۷ شهریور ۱۳۵۴ که از ملوان گل خورد، برابر ابومسلم، آب‌وبرق اهواز، سپاهان، برق شیراز، بانک ملی، صنعت نفت، راه‌آهن و آرارات (۸بازی پیاپی) گل نخورد. ۷۲۰ دقیقه و اضافه شدن دقایق بازی ملوان و ذوب‌آهن، این رقم را به ۸۴۴ دقیقه رسیده است.[۱] علیرضا بیرانوند در طول ۱۹۹ بازی خود با پیراهن باشگاه پرسپولیس موفق به ثبت ۱۱۲ کلین شیت شده و از این حیث رکورد دار می‌باشد.[۵۹] علیرضا بیرانوند همچنین رکورد دار پرسابقه‌ترین گلری در میان دروازه‌بان تاریخ تیم ملی فوتبال ایران می‌باشد.[۶۰] و هم چنین علیرضا بیرانوند نخستین دروازه‌بان پرسپولیس در لیگ برتر است که توانسته است ۷۲۱ دقیقه دروازه خود را بسته نگاه دارد. هم چنین علیرضا بیرانوند رکورددار بیشترین تعداد بازی در میان دروازه‌بان تاریخ باشگاه پرسپولیس می‌باشد.[۵۹] علیرضا بیرانوند نخستین دروازه‌بان تاریخ باشگاه پرسپولیس بوده که در لیگ ۱۶ تیمی ایران (لیگ برتر ۱۴۰۲–۱۴۰۱) موفق به ثبت ۱۸ کلین شیت شده است و از این حیث رکورد دار می‌باشد.[۵۹] در واقع علیرضا بیرانوند از پنالتی رونالدو در بازی ایران و پرتغال در جام جهانی ۲۰۱۸ تا سال ۲۰۲۳ تا الان ۳۱ پنالتی به دروازه علیرضا بیرانوند زده شده که او تا الان با مهار ۱۷ تا پنالتی از این حیث رکورددار در فوتبال ایران می‌باشد.[۶۰] همچنین علرضا بیرانوند با ثبت ۷ کلین شیت در شهرآورد تهران رکورددار بیشترین کلین شیت میان دروازه بانان تاریخ باشگاه پرسپولیس بوده است.[۶۰] علیرضا بیرانوند نخستین دروازه‌بان تاریخ باشگاه پرسپولیس بوده که در ۴ فصل لیگ برتر ایران آقای کلین شیت لقب گرفته است.[۵۹] علیرضا بیرانوند بعد از (سید مهدی رحمتی، حامد لک، رحمان احمدی، شهاب گردان) پنجمین دروازه‌بان در تاریخ لیگ برتر ایران بوده که با انجام دادن ۱۸۲ مسابقه در لیگ برتر موفق به ثبت ۱۰۰ کلین شیت شده و از این حیث رکورددار می‌باشد.[۶۰] علیرضا بیرانوند نخستین دروازه‌بان تاریخ باشگاه پرسپولیس بوده که در دو جام جهانی ۲۰۱۸ روسیه و ۲۰۲۲ قطر حضور داشته و از این حیث رکورددار در فوتبال ایران می‌باشد.[۶۰] احمد رضا عابدزاده که در جریان لیگ‌های سراسری (لیگ آزادگان) در پرسپولیس موفق شده ۸۰۲ دقیقه دروازه خود را بسته نگاه دارد.[۵۹] علیرضا بیرانوند با ۸۵ کلین شیت و نیلسون کوریا جونیور با ۳۳ کلین شیت و حامد لک با ۲۶ کلین شیت سه دروازه‌بان تاریخ باشگاه پرسپولیس با بیشترین تعداد کلین شیت در لیگ برتر فوتبال ایران می‌باشند۰[۶۰] هم چنین علیرضا بیرانوند به همراه احمدرضا عابدزاده دو دروازه‌بان تاریخ باشگاه پرسپولیس بودند که با ۶ کلین شیت در تاریخ مسابقات جام ملت‌های آسیا رکورددار در فوتبال ایران می‌باشند۰[۶۰] علیرضا بیرانوند با ۶ قهرمانی پر افتخارترین دروازه‌بان تاریخ باشگاه پرسپولیس از حیث کسب تعداد عنوان قهرمانی در لیگ برتر ایران می‌باشد.[۵۹] همچنین امیررضا رفیعی نخستین دروازه‌بان تاریخ باشگاه پرسپولیس بوده که در چهار بازی اولش با پیراهن پرسپولیس گلی نخورده و موفق شده ۳۶۰ دقیقه دروازه خود را بسته نگه دارد و از این حیث رکورد دار در لیگ برتر فوتبال ایران می‌باشد.[۶۱]علیرضا بیرانوند با ۳۷ کلین شیت و احمدرضا عابدزاده با ۳۳ کلین شیت رکورددار بیشترین کلین شیت در تاریخ تیم ملی فوتبال ایران می‌باشند۰[۱۳]
- ۴۰۰ دقیقه، طولانی‌ترین زمانیکه پرسپولیس در تاریخ لیگ برتر از ابتدای فصل دروازه‌اش را بسته نگه داشته است. حامد لک در طول این مدت در درون دروازه بود.[۷۵]
- رکورددار بسته نگه داشتن دروازه در شهرآورد تهران از نظر تعداد دقایق متوالی متعلق به نیلسون کوریا جونیور دروازه‌بان خارجی باشگاه پرسپولیس است.[۲۴] نیلسون کوریا جونیور به مدت ۴۰۵ دقیقه (از شهرآورد ۷۶ تا دقیقه ۴۵ شهرآورد ۸۰) دروازه خود را در مقابل باشگاه استقلال بسته نگه داشته و گلی دریافت نکرده است.[۳۷]

## آمارها و رکوردهای دیگر
تیم فوتبال پرسپولیس در سال ۲۰۱۲ میلادی سه رکورد خلق کرد.
1. سریعترین هت‌ریک شهرآورد تهران در شهرآورد ۷۴ توسط ایمون زاید ظرف مدت ۹ دقیقه از پرسپولیس رقم خورد. (۲ فوریه ۲۰۱۲)[۷۶]
2. غلامرضا رضایی توانست با زدن گل در ثانیه ۱۱ دیدار با فجر سپاسی شیراز در ۳۰ دسامبر ۲۰۱۲ و در شرایطی که فجرسپاسی شیراز شروع‌کننده بازی بود٬عنوان زننده سریع‌ترین گل تاریخ لیگ برتر فوتبال ایران را به دست آورد.[۳۳][۳۴]
3. در سال ۲۰۱۲ پرسپولیس توانست در ۳ مسابقه و در جریان ۳ جام معتبر به تیم‌های رقیب ۶ گل بزند.

- در جریان رقابت‌های لیگ قهرمان باشگاه‌های آسیا

پرسپولیس۶–۱الشباب امارات (۲۱ مارس ۲۰۱۲)
- در جریان لیگ برتر فوتبال ایران

پرسپولیس۶–۰پیکان (۳۱ اکتبر ۲۰۱۲)
- در جریان رقابت‌های جام حذفی ایران

پرسپولیس۶–۰ملوان (۱۹ دسامبر ۲۰۱۲)

۱ - علی پروین دارنده رکورد بیشترین تعداد بازی رسمی و غیررسمی (دوستانه) و بیشترین مدت عضویت در باشگاه پرسپولیس بوده و همچنین امید عالیشاه دارنده رکورد بیشترین تعداد بازی رسمی برای باشگاه پرسپولیس است.
۲ - افشین پیروانی دارنده رکورد بیشترین تعداد بازی در لیگ ایران برای باشگاه پرسپولیس است. افشین پیروانی نخستین فرد در باشگاه پرسپولیس بوده که موفق شده هر سه بار در دوگانه باشگاه پرسپولیس یعنی قهرمانی لیگ ایران و قهرمانی جام حذفی ایران به عنوان بازیکن و سرپرست تیم حضور داشته و از این حیث رکورددار در باشگاه پرسپولیس می‌باشد.
۳ - علی دایی بیشترین بازی و بیشترین گل ملی را در میان بازیکنان پرسپولیس دارد.
۴ - بوژیدار رادوشویچ دارنده رکورد بیشترین مدت عضویت و پر افتخارترین بازیکن خارجی تاریخ باشگاه پرسپولیس با کسب (پنج عنوان قهرمانی لیگ، چهار عنوان قهرمانی سوپر جام، یک عنوان قهرمانی جام حذفی، دو عنوان نایب قهرمانی لیگ قهرمانان آسیا) می‌باشد.
۵ - فرشاد پیوس زننده بیشترین گل درتاریخ باشگاه پرسپولیس است.
۶ - بشار رسن دارنده رکورد بیشترین بازی در میان بازیکنان خارجی و همچنین پر افتخارترین بازیکن خارجی تاریخ باشگاه پرسپولیس در لیگ قهرمانان آسیا با کسب (دو عنوان نایب قهرمانی و سه بار حضور در نیمه نهایی) می‌باشد.
۷ - بهروز رهبری فر با (پنج عنوان قهرمانی لیگ)، افشین پیروانی با (پنج عنوان قهرمانی لیگ)، کمال کامیابی نیا با (شش عنوان قهرمانی لیگ)، سید جلال حسینی با (پنج عنوان قهرمانی لیگ)، بوژیدار رادوشویچ با (پنج عنوان قهرمانی لیگ) ،علی رضا بیرانوند با (شش عنوان قهرمانی لیگ)،  امید عالیشاه با (شش عنوان قهرمانی لیگ)، وحید امیری با (شش عنوان قهرمانی لیگ)، سیامک نعمتی با (پنج عنوان قهرمانی لیگ) رکورددار بیشترین تعداد قهرمانی در لیگ ایران با پرسپولیس می‌باشند.
۸ - احمد رضا عابدزاده تنها دروازه‌بان گل زن تاریخ باشگاه پرسپولیس است.
۹ - علیرضا بیرانوند دارنده رکورد بیشترین بازی را در میان دروازه بانان باشگاه پرسپولیس دارد.
۱۰ - مهدی مهدوی کیا جوان‌ترین بازیکن و جوان‌ترین گلزن تاریخ باشگاه پرسپولیس است.
۱۱ - نیلسون کوریا جونیور دارنده رکورد مسن‌ترین بازیکن تاریخ باشگاه پرسپولیس در تاریخ شهرآورد تهران و بیشترین کلین شیت از نظر دقایق متوالی بسته ماندن دروازه یک دروازه‌بان در تاریخ شهرآورد تهران است.
۱۲ - علی پروین با ۳۷ بار حضور به عنوان سرمربی در مسابقات مختلف آسیایی (۱۸ بار جام برندگان جام آسیا، ۱۹ بار جام باشگاه‌های آسیا) رکورد دار سرمربی‌گری باشگاه پرسپولیس در تورنمنت‌های مختلف اسیایی است.
۱۳ - محمد پنجعلی تنها کاپیتان تاریخ باشگاه پرسپولیس بوده که موفق به کسب قهرمانی جام برندگان جام آسیا شده است.

۱۴ - علی پروین و علی انصاریان با به ثمر رساندن ۱۲ گل برای باشگاه پرسپولیس رکوردار گلزنی از روی نقطه پنالتی می‌باشند.
۱۵ - محمد حسین کنعانی زادگان از باشگاه پرسپولیس با به ثمر رساندن گل در ثانیه ۷۲ بازی مقابل سوریه در بازی‌های ملی رکورد سریع‌ترین گل را در بازی‌های به نام خود ثبت کرد.
۱۶ - احمد نوراللهی از باشگاه پرسپولیس نخستین بازیکنی در باشگاه پرسپولیس بوده که موفق شده در لیگ برتر در ۵۲ بازی به‌طور ثابت و مداوم برای پرسپولیس بازی کند و از این حیث رکورددار می‌باشد. همچنین احمد نوراللهی با ۴۲ بازی در فرمت لیگ قهرمانان آسیا برای باشگاه پرسپولیس بیشترین تعداد بازی را برای پرسپولیس در لیگ قهرمانان آسیا انجام داده و از این حیث رکورددار می‌باشد.
۱۷ - مهدی ترابی با ۸ پاس گل برترین پاسور باشگاه پرسپولیس در لیگ قهرمانان آسیا است.
۱۸ - فدراسیون بین‌المللی تاریخ و امار فوتبال نام علی دایی و علی پروین از بازیکنان سابق باشگاه پرسپولیس را در لیست منتخب بهترین بازیکنان تاریخ قاره آسیا در قرن بیستم قرارداد.
۱۹ - سید جلال حسینی با نه قهرمانی بیشترین تعداد قهرمانی را در لیگ برتر دارد. سید جلال حسینی با سه تیم پرسپولیس و سپاهان و سایپا سابقه قهرمانی در لیگ برتر را دارد. سید جلال حسینی با ۴۹۰ بازی بیشترین تعداد بازی را در لیگ برتر ایران انجام داده و از این حیث رکورددار می‌باشد. سید جلال حسینی با کسب ۲۳۷ برد بیشترین پیروزی را در تاریخ لیگ برتر ایران کسب کرده و همچنین او با ۱۹ دوره حضور رکورد دار بیشترین حضور در تاریخ لیگ برتر ایران می‌باشد. سید جلال حسینی با ۳۹ سال و ۱۰۳ روز سن مسن‌ترین بازیکن باشگاه پرسپولیس در تاریخ لیگ برتر ایران می‌باشد. سید جلال حسینی با ۴۰ سال و ۴۲ روز سن مسن‌ترین بازیکن در تاریخ شهرآورد تهران است. سید جلال حسینی با ۱۱۵ بازی ملی برای تیم ملی ایران و تنها دریافت ۲ کارت زرد باسابقه‌ترین مدافع ایرانی تاریخ تیم ملی ایران می‌باشد. سید جلال حسینی مسن‌ترین گلزن تاریخ باشگاه پرسپولیس در لیگ برتر ایران است. سید جلال حسینی با ۱۱ بار کاپیتانی در تاریخ شهرآورد تهران بیشترین تعداد کاپیتانی را در میان بازیکنان پرسپولیسی انجام داده و از این حیث رکورددار می‌باشد.
۲۰ - احمد نوراللهی، علی پروین، امید عالیشاه، احمدرضا عابدزاده، وحید امیری هر کدام با ۶ برد و همچنین علی علیپور با ۷ برد در میان بازیکنان تاریخ باشگاه پرسپولیس موفق به کسب بیشترین تعداد برد در شهرآورد تهران به عنوان بازیکن شدند و از این حیث رکورددار می‌باشند.
۲۱ - علی پروین با ۲۰ بازی به عنوان بازیکن رکورددار تعداد بازی درمیان بازیکنان در تاریخ شهرآورد تهران است. همچنین پروین با ۲۵ بار سرمربیگری در تاریخ شهرآورد تهران رکورددار می‌باشد. علی پروین با ۶ برد به عنوان سرمربی در تاریخ شهرآورد تهران در میان سرمربیان تاریخ باشگاه پرسپولیس رکورددار است. محمود خوردبین با ۵۴ بار پست سرپرستی رکورددار بیشترین سمت سرپرستی درتاریخ شهرآورد تهران می‌باشد. همچنین کریم باقری با ۳۵ سال و ۳۴۸ روز مسن‌ترین بازیکن گلزن در تاریخ شهرآورد تهران است.
۲۲ - امید عالیشاه در (۱۷ بازی) و حمید استیلی در (۱۰ بازی) رکورددار کم باخت‌ترین بازیکنان تاریخ باشگاه پرسپولیس در تاریخ شهرآورد تهران هستند.
۲۳- کمال کامیابی نیا با کسب ۱۳ جام در فوتبال ایران شامل (۶ قهرمانی لیگ ایران، ۵ قهرمانی سوپر جام ایران، ۲ قهرمانی جام حذفی ایران) در طول ۸ سال عضویت خود در باشگاه پرسپولیس به عنوان پر افتخارترین بازیکن تاریخ باشگاه پرسپولیس نام گرفت.
۲۴- گیورگی گولسیانی نخستین بازیکن خارجی تاریخ باشگاه پرسپولیس بوده که سابقه بازی را در تورنمنت جام ملت‌های اروپا ۲۰۲۴ دارد. و از این حیث رکورد دار در فوتبال ایران می‌باشد.
۲۵- استان ارونوف نخستین بازیکن خارجی تاریخ باشگاه پرسپولیس بوده که سابقه بازی در المپیک ۲۰۲۴ را برای تیم ملی فوتبال ازبکستان دارد. و از این حیث رکورد دار در فوتبال ایران می‌باشد. ۲۶- علیرضا بیرانوند نخستین دروازه‌بان تاریخ باشگاه پرسپولیس و فوتبال آسیا بوده که در میان نامزدهای بهترین بازیکن فوتبال سال آسیا در سال ۲۰۱۸ قرار گرفت. و از این حیث رکورد دار در فوتبال ایران و آسیا می‌باشد.
۲۷- براساس اعلام کنفدراسیون فوتبال آسیا (afc) پس از پایان لیگ قهرمانان آسیا در طول ۲۲ سال برگزاری و شروع لیگ نخبگان آسیا سید جلال حسینی نخستین بازیکن پرسپولیسی و ایرانی بوده که جز ده ستاره منتخب تاریخ لیگ قهرمانان آسیا قرار گرفت.
۲۸- سید جلال حسینی با ۱۴ جام رسمی و کمال کامیابی نیا، علی پروین و حسین عبدی هر کدام با ۱۳ جام رسمی پر افتخارترین بازیکنان در تاریخ فوتبال ایران می‌باشند.
۲۹ـ یعقوب براجعه با ۱۹ سال، ۳ ماه و ۱۹ روز با گلزنی به باشگاه هوادار تهران در لیگ برتر ایران فصل بیست و چهارم به جوان‌ترین گلزن تاریخ باشگاه پرسپولیس در لیگ برتر جام خلیج فارس تبدیل شد. همچنین مهدوی مهدوی کیا با ۱۷ سال و ۱۰ ماهه جوان‌ترین گلزن تاریخ باشگاه پرسپولیس در تمامی رقابت‌های لیگ فوتبال ایران می‌باشد.

## فهرست گلزنان لیگ خلیج فارس
| #   | نام                    | ملیت          | تعداد گل |
| --- | ---------------------- | ------------- | -------- |
| ۱   | رضا جباری              | ایران         | ۱۴       |
| ۲   | سهراب انتظاری          | ایران         | ۲۷       |
| ۳   | لیث نوبری              | ایران         | ۲        |
| ۴   | بهنام ابوالقاسم پور    | ایران         | ۳        |
| ۵   | امیرحسین اصلانیان      | ایران         | ۵        |
| ۶   | اسماعیل حلالی          | ایران         | ۲        |
| ۷   | حامد کاویانپور         | ایران         | ۲        |
| ۸   | بهروز رهبری‌فر          | ایران         | ۳        |
| ۹   | علی انصاریان           | ایران         | ۲۱       |
| ۱۰  | افشین پیروانی          | ایران         | ۴        |
| ۱۱  | حسن خان‌محمدی           | ایران         | ۲        |
| ۱۲  | محمد برزگر             | ایران         | ۲        |
| ۱۳  | ابراهیم اسدی           | ایران         | ۵        |
| ۱۴  | پایان رأفت             | ایران         | ۵        |
| ۱۵  | یحیی گل‌محمدی           | ایران         | ۳        |
| ۱۶  | عارف محمدوند           | ایران         | ۳        |
| ۱۷  | علی سلمانی             | ایران         | ۴        |
| ۱۸  | حمید استیلی            | ایران         | ۱        |
| ۱۹  | علی دایی               | ایران         | ۱۶       |
| ۲۰  | جواد کاظمیان           | ایران         | ۳۰       |
| ۲۱  | کریم باقری             | ایران         | ۲۹       |
| ۲۲  | عیسی ترائوره           | مالی          | ۳        |
| ۲۳  | پژمان جمشیدی           | ایران         | ۲        |
| ۲۴  | مهرداد اولادی          | ایران         | ۱۳       |
| ۲۵  | علیرضا امامی‌فر         | ایران         | ۲        |
| ۲۶  | محمدرضا مهدوی          | ایران         | ۱        |
| ۲۷  | مهدی صالح پور          | ایران         | ۱        |
| ۲۸  | سامبو چوجی             | نیجریه        | ۱        |
| ۲۹  | شیث رضایی              | ایران         | ۶        |
| ۳۰  | مهرزاد معدنچی          | ایران         | ۱۲       |
| ۳۱  | علی علیزاده            | ایران         | ۶        |
| ۳۲  | ابوالفضل حاجی‌زاده      | ایران         | ۴        |
| ۳۳  | پژمان نوری             | ایران         | ۷        |
| ۳۴  | رافائل ادرهو           | نیجریه        | ۱        |
| ۳۵  | علیرضا واحدی نیکبخت    | ایران         | ۲۶       |
| ۳۶  | حسین بادامکی           | ایران         | ۱۴       |
| ۳۷  | احسان خرسندی           | ایران         | ۵        |
| ۳۸  | فراز فاطمی             | ایران         | ۴        |
| ۳۹  | حسین کعبی              | ایران         | ۳        |
| ۴۰  | فرزاد آشوبی            | ایران         | ۵        |
| ۴۱  | زیاد شعبو              | سوریه         | ۲        |
| ۴۲  | لوی صلاح حسن           | عراق          | ۱        |
| ۴۳  | محسن خلیلی             | ایران         | ۲۵       |
| ۴۴  | عباس آقایی             | ایران         | ۷        |
| ۴۵  | سپهر حیدری             | ایران         | ۱۱       |
| ۴۶  | ماته دراگه‌چوویچ        | کرواسی        | ۳        |
| ۴۷  | فرهاد خیرخواه          | ایران         | ۱        |
| ۴۸  | محمد نصرتی             | ایران         | ۲        |
| ۴۹  | ابراهیم توره           | سنگال         | ۱۱       |
| ۵۰  | علی کریمی              | ایران         | ۱۸       |
| ۵۱  | مازیار زارع            | ایران         | ۱۰       |
| ۵۲  | هادی نوروزی            | ایران         | ۲۶       |
| ۵۳  | محمد منصوری            | ایران         | ۲        |
| ۵۴  | نبی الله باقری‌ها       | ایران         | ۱        |
| ۵۵  | پائولو دی کارمو        | برزیل         | ۱        |
| ۵۶  | ایوان پتروویچ          | صربستان       | ۱        |
| ۵۷  | هوار ملا محمد          | عراق          | ۵        |
| ۵۸  | میثم بائو              | ایران         | ۳        |
| ۵۹  | مجتبی زارعی            | ایران         | ۳        |
| ۶۰  | وسلی برازیلیا          | برزیل         | ۲        |
| ۶۱  | عادل کلاه کج           | ایران         | ۱        |
| ۶۲  | محمد پروین             | ایران         | ۱        |
| ۶۳  | اشپیتیم آرفی           | آلمان         | ۶        |
| ۶۴  | تیاگو آلوز فراگا       | برزیل         | ۳        |
| ۶۵  | محمد نوری              | ایران         | ۲۷       |
| ۶۶  | غلامرضا رضایی          | ایران         | ۱۰       |
| ۶۷  | امیرحسین فشنگچی        | ایران         | ۷        |
| ۶۸  | حمیدرضا علی‌عسگری       | ایران         | ۴        |
| ۶۹  | علیرضا نورمحمدی        | ایران         | ۶        |
| ۷۰  | وحید هاشمیان           | ایران         | ۴        |
| ۷۱  | مجتبی شیری             | ایران         | ۱        |
| ۷۲  | علیرضا محمد            | ایران         | ۱        |
| ۷۳  | ایمن زاید              | لیبی          | ۷        |
| ۷۴  | ابراهیم شکوری          | ایران         | ۱        |
| ۷۵  | محمد قاضی              | ایران         | ۳        |
| ۷۶  | کریم انصاری‌فرد         | ایران         | ۸        |
| ۷۷  | مهدی مهدوی‌کیا          | ایران         | ۳        |
| ۷۸  | سید جلال حسینی         | ایران         | ۸        |
| ۷۹  | مارکو پروویچ           | صربستان       | ۲        |
| ۸۰  | حسین ماهینی            | ایران         | ۲        |
| ۸۱  | ولاتکو گروزدانوسکی     | مقدونیه شمالی | ۲        |
| ۸۲  | میثم نقی‌زاده           | ایران         | ۱        |
| ۸۳  | رضا حقیقی              | ایران         | ۲        |
| ۸۴  | سیدمهدی سیدصالحی       | ایران         | ۶        |
| ۸۵  | پیام صادقیان           | ایران         | ۴        |
| ۸۶  | قاسم دهنوی             | ایران         | ۱        |
| ۸۷  | امید عالیشاه           | ایران         | ۱۹       |
| ۸۸  | محسن بنگر              | ایران         | ۳        |
| ۸۹  | محمدرضا خلعتبری        | ایران         | ۶        |
| ۹۰  | محسن مسلمان            | ایران         | ۳        |
| ۹۱  | مهرداد کفشگری          | ایران         | ۱        |
| ۹۲  | فرزاد حاتمی            | ایران         | ۱        |
| ۹۳  | محمد عباس‌زاده          | ایران         | ۱۰       |
| ۹۴  | مهدی طارمی             | ایران         | ۴۵       |
| ۹۵  | رضا نوروزی             | ایران         | ۱        |
| ۹۶  | علی علیپور             | ایران         | ۶۸       |
| ۹۷  | احمد نوراللهی          | ایران         | ۱۹       |
| ۹۸  | ژوزه تادئو مورو ژونیور | برزیل         | ۱        |
| ۹۹  | جری بنگتسون            | هندوراس       | ۷        |
| ۱۰۰ | رامین رضاییان          | ایران         | ۹        |
| ۱۰۱ | فرشاد احمدزاده         | ایران         | ۱۲       |
| ۱۰۲ | میلاد کمندانی          | ایران         | ۱        |
| ۱۰۳ | کمال کامیابی‌نیا        | ایران         | ۱۹       |
| ۱۰۴ | محمد انصاری            | ایران         | ۲        |
| ۱۰۵ | وحید امیری             | ایران         | ۲۱       |
| ۱۰۶ | سروش رفیعی             | ایران         | ۷        |
| ۱۰۷ | شجاع خلیل‌زاده          | ایران         | ۶        |
| ۱۰۸ | گادوین منشأ            | نیجریه        | ۵        |
| ۱۰۹ | شایان مصلح             | ایران         | ۱        |
| ۱۱۰ | سیامک نعمتی            | ایران         | ۱۳       |
| ۱۱۱ | ماریو بودیمیر          | کرواسی        | ۱        |
| ۱۱۲ | مهدی ترابی             | ایران         | ۲۸       |
| ۱۱۳ | آدام همتی              | ایران         | ۱        |
| ۱۱۴ | بشار رسن               | عراق          | ۳        |
| ۱۱۵ | مهدی عبدی              | ایران         | ۲۱       |
| ۱۱۶ | کریستین اوساگونا       | نیجریه        | ۱        |
| ۱۱۷ | محمدحسین کنعانی‌زادگان  | ایران         | ۱۱       |
| ۱۱۸ | عیسی آل‌کثیر            | ایران         | ۱۸       |
| ۱۱۹ | شهریار مغانلو          | ایران         | ۴        |
| ۱۲۰ | میلاد سرلک             | ایران         | ۶        |
| ۱۲۱ | مهدی شیری              | ایران         | ۱        |
| ۱۲۲ | حامد پاکدل             | ایران         | ۵        |
| ۱۲۳ | رضا اسدی               | ایران         | ۴        |
| ۱۲۴ | علی نعمتی              | ایران         | ۶        |
| ۱۲۵ | علی شجاعی              | ایران         | ۱        |
| ۱۲۶ | فرشاد فرجی             | ایران         | ۲        |
| ۱۲۷ | شیرزاد تمیروف          | ازبکستان      | ۱        |
| ۱۲۸ | گئورگی گولسیانی        | گرجستان       | ۱۴       |
| ۱۲۹ | یورگن لوکادیا          | کوراسائو      | ۶        |
| ۱۳۰ | سعید صادقی             | ایران         | ۸        |
| ۱۳۱ | محمد عمری              | ایران         | ۵        |
| ۱۳۲ | شیخ دیاباته            | مالی          | ۳        |
| ۱۳۳ | دانیال اسماعیلی‌فر      | ایران         | ۴        |
| ۱۳۴ | سینا اسدبیگی           | ایران         | ۲        |
| ۱۳۵ | وحدت حنانوف            | تاجیکستان     | ۱        |
| ۱۳۶ | لئاندرو پریرا          | برزیل         | ۱        |
| ۱۳۷ | مرتضی پورعلی‌گنجی       | ایران         | ۱        |
| ۱۳۸ | یاسین سلمانی           | ایران         | ۱        |
| ۱۳۹ | شهاب زاهدی             | ایران         | ۶        |
| ۱۴۰ | نبیل باهویی            | سوئد          | ۱        |
| ۱۴۱ | آستان ارونوف           | ازبکستان      | ۱۰       |
| ۱۴۲ | مسعود ریگی             | ایران         | ۱        |
| ۱۴۳ | ایوب العملود           | مراکش         | ۱        |
| ۱۴۴ | محمد خدابنده‌لو         | ایران         | ۱        |
| ۱۴۵ | سردار دورسون           | ترکیه         | ۵        |
| ۱۴۶ | علیرضا عنایت‌زاده       | ایران         | ۱        |
| ۱۴۷ | یعقوب براجعه           | ایران         | ۱        |
| ۱۴۸ | گل به خودی             | –             | ۱۸       |
| ۱۴۹ | رأی کمیته انضباطی      | –             | ۶        |

## آمار رقابت‌ها

### لیگ سراسری
تا تاریخ ۲۵ اردیبهشت ۱۴۰۴
| رقابت         | بازی | برد | مساوی | باخت | گل زده | گل خورده | امتیاز |
| ------------- | ---- | --- | ----- | ---- | ------ | -------- | ------ |
| جام منطقه‌ای   | ۲۳   | ۱۸  | –     | ۵    | ۷۹     | ۲۴       | ۳۶     |
| جام تخت جمشید | ۱۳۴  | ۶۷  | ۵۳    | ۱۴   | ۱۸۴    | ۷۶       | ۱۸۷    |
| جام قدس       | ۲۳   | ۱۳  | ۹     | ۱    | ۴۳     | ۱۴       | ۳۵     |
| جام آزادگان   | ۲۲۶  | ۱۲۳ | ۷۳    | ۳۰   | ۳۷۳    | ۱۷۰      | ۳۹۸    |
| جام خلیج‌فارس  | ۷۳۲  | ۳۷۰ | ۲۲۲   | ۱۴۰  | ۱۰۴۶   | ۶۳۷      | ۱۳۳۲   |
| مجموع لیگ     | ۱۱۳۸ | ۵۹۱ | ۳۵۷   | ۱۹۰  | ۱۷۲۵   | ۹۲۱      | ۱۹۸۸   |

### مسابقات آسیایی
| رقابت        | بازی | برد | مساوی | باخت | گل زده | گل خورده | امتیاز |
| ------------ | ---- | --- | ----- | ---- | ------ | -------- | ------ |
| جام در جام   | ۱۸   | ۸   | ۷     | ۳    | ۲۷     | ۱۲       | ۲۳     |
| جام باشگاه‌ها | ۳۸   | ۱۹  | ۱۰    | ۹    | ۶۱     | ۳۴       | ۶۴     |
| لیگ قهرمانان | ۸۶   | ۴۰  | ۱۹    | ۲۷   | ۱۱۴    | ۹۴       | ۱۳۹    |
| لیگ نخبگان   | ۸    | ۱   | ۴     | ۳    | ۶      | ۱۰       | ۷      |
| مجموع آسیا   | ۱۵۰  | ۶۸  | ۴۰    | ۴۲   | ۲۰۸    | ۱۵۰      | ۲۳۳    |

### مسابقات حذفی
| رقابت      | بازی | برد | مساوی | باخت | گل زده | گل خورده | امتیاز |
| ---------- | ---- | --- | ----- | ---- | ------ | -------- | ------ |
| جام حذفی   | ۱۴۴  | ۸۹  | ۳۲    | ۲۳   | ۲۷۱    | ۱۳۵      | ۲۹۹    |
| مجموع حذفی | ۱۴۴  | ۸۹  | ۳۲    | ۲۳   | ۲۷۱    | ۱۳۵      | ۲۹۹    |

- پرسپولیس در این مسابقات از ۲ بازی انصراف داد.
- پرسپولیس در این مسابقات ۱ بازی هم حریفش انصراف داد.
- آمار این سه بازی در جدول لحاظ نشده است.

### سوپرجام
| رقابت         | بازی | برد | مساوی | باخت | گل زده | گل خورده | امتیاز |
| ------------- | ---- | --- | ----- | ---- | ------ | -------- | ------ |
| سوپرجام       | ۵    | ۳   | –     | ۲    | ۷      | ۲        | ۹      |
| مجموع سوپرجام | ۵    | ۳   | –     | ۲    | ۷      | ۲        | ۹      |

- پرسپولیس در یک بازی از این مسابقات مقابل استقلال به دلیل عدم حضور حریف برنده اعلام شد.
- این بازی در جدول لحاظ شده است.